# Оттава
Отта́ва (англ. Ottawa [ˈɒtəwɑː] д·і, фр. Ottawa) — столиця Канади, четверте за населенням місто країни. Оттава розташована в східній частині провінції Онтаріо на березі однойменної річки, що розмежовує провінції Онтаріо і Квебек. Разом з містом Гатіно, розташованим з квебецького боку річки, та низкою інших муніципалітетів Оттава входить до Національного столичного регіону.
Заснована 1826 року як Байтаун, Оттава стала столицею об'єднаної провінції Канада у 1857 році, а за десять років — столицею держави Канада. Початкові кордони міста розширювались шляхом численних невеликих поглинань, а 2001 року його площа значно збільшилась через приєднання 11 сусідніх муніципалітетів. Назва «Оттава» походить від алгонкінського слова adawe, що означає «торгувати». Спершу ірландське і французьке християнське поселення, Оттава стала мультикультурним містом з різноманітним складом населення. Всі муніципальні закони написано французькою та англійською мовами, ними ж надано всі послуги в межах міста.
Відповідно до перепису 2011 року населення Оттави становить 883 391 особа, разом з Гатіно — 1 236 324 особи. У рейтингу, складеному «Mercer», за якістю життя Оттава обійняла другу сходинку серед великих міст на американських континентах, і 14-ту у світі. Також Оттаву відзначено як друге найчистіше місто в Канаді, і третє — у світі. 2012 року третій рік поспіль місто названо найкращою для життя громадою в Канаді в рейтингу журналу «MoneySense».
Перші українські поселення з'явилися в Оттаві близько 120 років тому, проте українська діаспора в місті (близько 20 000 осіб) не є такою чисельною як, приміром, у Торонто або Вінніпезі. В Оттаві розташовано Посольство України в Канаді.

## Історія

### Корінні племена і перші європейські поселенці
Територія сучасної Оттави до моменту приходу європейців була заселена індіанськими племенами алгонкінської сім'ї. Регіон навколо сучасної річки Оттави після закінчення останнього льодовикового періоду спершу був частиною моря Шамплена і заселявся давніми племенами у міру відступу моря. Вже шість тисяч років тому в долині річки сформувалася мисливсько-збиральницька культура, яка, судячи з археологічних розкопок, також активно вела торгівлю з сусідніми народами. Хоча археологи не готові з упевненістю говорити про етнічну приналежність носіїв цієї культури, вона досить схожа на культуру алгонкінів до моменту появи в Америці європейців.
Після приходу в XVII столітті французьких поселенців до Канади річка Оттава (тоді Кічісіпі) зі своїми притоками, що вже була основним водним шляхом від річки Святого Лаврентія у внутрішні райони Північноамериканського континенту і відігравала центральну роль у торгівлі між корінними народами регіону, стала головною артерією торгівлі хутром, центр якої знаходився в Монреалі. Алгонкінське плем'я оттава монополізувало торгівлю хутром на Кічісіпі. Монополія племені протрималася всього близько 30 років, після чого воно було витіснене на територію південніше Великих озер, але за річкою і місцевістю на північ від неї закріпилася назва Оттава (цей регіон, що тепер входить до провінції Квебек, зберігає назву Оттава донині). На початку XIX століття на тому місці, де зливаються три річки — Рідо, Оттава і Гатіно, — осіли перші білі поселенці.
В 1800 році уродженець Массачусетсу лісоруб Філемон Райт, його родичі і кілька друзів започаткували нове поселення на квебекському боці річки Оттава. Вони побудували з колод житла і лісопилку, село отримало назву Райтстаун (пізніше Галл, нині частина міста Гатіно). З 1806 року Райт почав наймати робітників і вести торгівлю лісом, до 1809 року число найманих лісорубів і плотогонів досягло декількох сотень. Вже в кінці того ж і початку наступного десятиліття з'являються перші сільськогосподарські поселення на південному березі річки Оттави; збереглися імена перших фермерів — Айрі Хонівелла в районі сучасного Непіна і Браддіша Біллінгза на території сучасного Глостера. 1818 року більше десятка сімей британських військовослужбовців осіли в районі, де пізніше виникло селище Річмонд (в 70-ті роки XX століття включений в муніципальні межі міста Голборн).
У роки після Англо-американської війни 1812 року, уряд почав заохочувати імміграцію в регіон: тут оселилося багато ірландських католиків і протестантів. Разом із франко-канадцями, що переселялися з Квебеку, ці дві групи стали великою робочою силою у час спорудження каналу Рідо. Саме канал і ліс, як основна галузь економіки, забезпечили Оттаві майбутнє.

### Канал Рідо і Байтаун

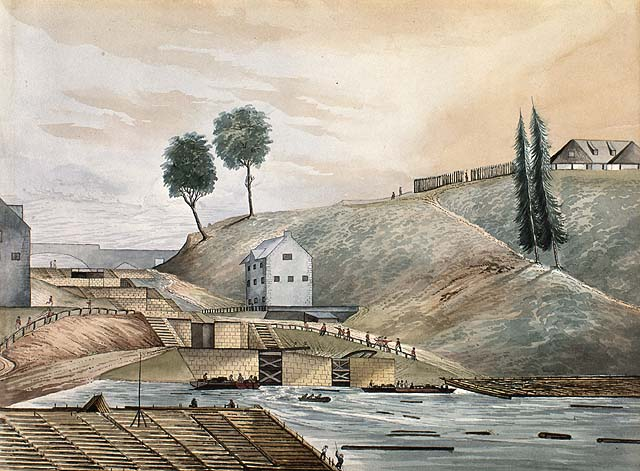
Вхід каналу Рідо у місці злиття з річкою Оттава, 1839 рік. Будівля на передньому плані сьогодні є Музеєм Байтауна, праворуч — майбутній Парламентський пагорб

У 1827 році між річкою Оттавою і озером Онтаріо розпочалося будівництво каналу Рідо, що з'єднав їх найкоротшим шляхом. Спорудженням каналу керував Джон Бай, на честь якого селище будівельників отримало назву Байтаун. Бараки будівельників розміщувалися на пагорбі поруч з майбутніми першими шлюзами каналу Рідо, недалеко від гирла річок Рідо і Гатіно і Шодьєрського водоспаду. До 1832 року канал був завершений. Байтаун до того часу був дерев'яним містом з більше ніж 10 тисячами жителів. Найкращий з будівельників каналу, шотландський муляр Томас Маккей, який працював над першими вісьмома шлюзами і був нагороджений за роботу особисто Баєм, згодом придбав ділянку на схід від річки Рідо і створив невелику промислову імперію. Його 11-кімнатний особняк в стилі Регентства в селі Нью-Единбург був згодом викуплений урядом і перетворений на резиденцію Генерал-губернатора.
Після побудови каналу Рідо багато ірландців, які працювали на будівництві, залишилися без роботи. На відміну від французів і англійців, що давно облаштувалися в регіоні і мали свої будинки та підприємства, ірландці опинилися в скрутному становищі. Цим скористався підприємець ірландського походження Пітер Ейлен — він став наймати на свої підприємства суто ірландців, повністю перебравши собі вплив на цю громаду. З 1835 року Ейлен на чолі банди чисельністю близько 200 чоловік тероризував робочі квартали Байтауна, а в 1837 році зірвав вибори до місцевої ради Непіна. Ейлена і його підручних називали «Блискучими» (англ. Shiners), а їх дії — «війною Блискучих» (Shiners' War). Назва банди, можливо, походить від перекрученого французького слова cheneurs — «рубачі/сплавники дубової деревини». Для протидії насильству Блискучих в 1836 році була створена Асоціація лісопромисловців Оттави, і Ейлен, який відчув, що його владі приходить кінець, став одним з перших її членів. Навесні 1837 року Блискучі були остаточно взяті під контроль, хоча подібні бандитські війни меншого масштабу спалахували до кінця 1840-х років, а в 1849 році урядовим військам вдалося в зародку придушити великомасштабний заколот, одним з ватажків якого був син Філемона Райта Раглз.
У 1841 році Байтаун забезпечував роботою 3000 жителів, а до 1850 року перехопив у Райтсвілля, розташованого на протилежному березі, першість у торгівлі лісом у долині Оттави. Важливим етапом у розвитку лісової промисловості в регіоні стало будівництво у 1850-ті роки лісопилок, які використовували енергію Шодьєрських водоспадів. 1850 року в Байтауні було встановлене постійне місцеве самоврядування, а в 1855 році місто, змінивши ім'я, стало Оттавою.

### Столиця Канади

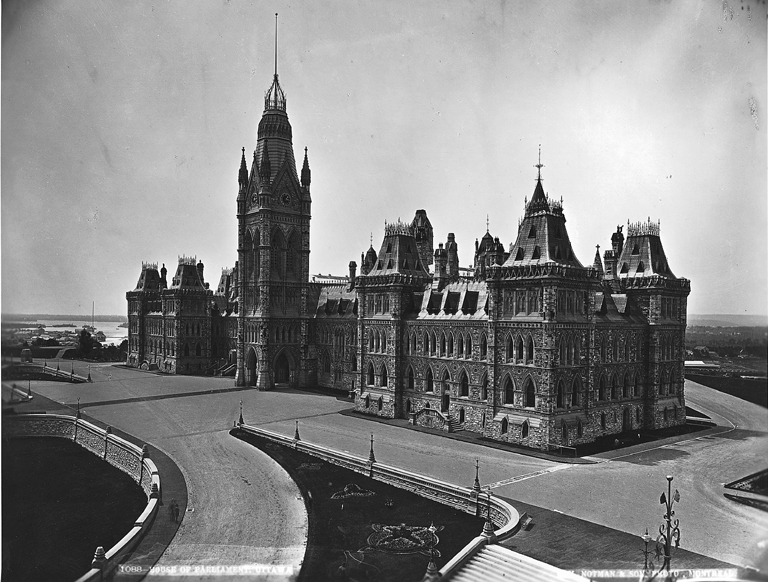
Оригінальна будівля парламенту після завершення робіт, 1878 рік. Центральна башта була знищена пожежею 1916 року

У середині XIX століття, коли Верхня Канада (Онтаріо) об'єдналася з Нижньою (Квебеком), постало питання про столицю об'єднаної провінції. Багато великих канадських міст (включаючи Монреаль, Квебек, Торонто і Кінгстон) боролися за право отримати цей статус. Проблема посилювалася тим, що франкоканадці, які тоді складали майже половину населення країни, різко виступали проти розміщення столиці в англомовному регіоні; в той же час найбільше місто Канади, Монреаль, було налаштоване неприязно до королівських властей, у ньому було скоєно напад на генерал-губернатора Канади лорда Елгіна, а в 1849 році — підпал будівлі законодавчих зборів. Проєкт «рухомої» столиці, що кожні чотири роки переїжджала б з Торонто у Квебек і назад, виявився надто дорогим.
У підсумку питання про постійну столицю було передане на розгляд королеви Вікторії, яка в 1857 році за рекомендацією колоніальних чиновників видала указ, згідно з яким столицею ставала Оттава. Існує декілька легенд про те, як саме вона зробила вибір: наприклад, що вона вткнула шпильку на карту десь між Торонто і Монреалем, або що їй подобалися акварелі з регіону, які вона бачила раніше. Хоча такі теорії не мають нічого спільного з історичними фактами, вони проте, ілюструють, яким довільним здавався канадцям в ті часи вибір Оттави — маленького деревопереробного містечка в глибокій провінції, занадто далекого від головних міст тодішньої Канади: Квебеку і Монреаля на канадському сході, Кінгстона і Торонто на канадському заході.
Насправді, радники королеви порадили їй Оттаву з трьох важливих причин: по-перше, це було єдине поселення будь-якого значного розміру розташоване прямо на межі канадського сходу і канадського заходу (сьогодні кордон провінцій Квебек і Онтаріо). Таким чином це був компроміс між двома колоніями і їх французьким і англійським населеннями. Свою роль зіграла також наявність водного та залізничного сполучення, а також відносна віддаленість від кордону з США, що забезпечувало менший вплив в мирний час і меншу загрозу столиці в разі війни. Також уряду належав великий наділ землі в мальовничому місці, що виходить на річку Оттаву. Іншим переконливим аргументом було те, що Оттава знаходиться приблизно на півдорозі між Торонто і Квебеком (приблизно 500 км). Вже в 1859 році на пагорбі поруч з річкою Оттавою і каналом Рідо почалося будівництво комплексу парламенту, який офіційно розпочав роботу в 1866 році. Наступного року Оттава стала федеральною столицею нового Канадського домініону, що охоплював провінції Онтаріо, Квебек, Нова Шотландія і Нью-Брансвік.
До початку 1860-х років нову провінційну столицю з'єднала з мережею залізниць США і Канади лінія Grand Trunk Railway. У 1890-ті роки почали роботу гідроелектростанції на річці Оттаві, які спершу використовувалися переважно для забезпечення роботи лісопилок, однак електрики вистачало і на вуличні ліхтарі, і на трамвайне сполучення. Статус столиці і розвиток промисловості призвели до стрімкого росту населення міста — з менш ніж 8000 жителів у 1851 році до 21 500 за двадцять років. Вже в 1861 році майже половина населення Оттави була зайнята в промисловості, а до кінця того ж десятиліття почалося формування профспілок.

### Перша половина XX століття

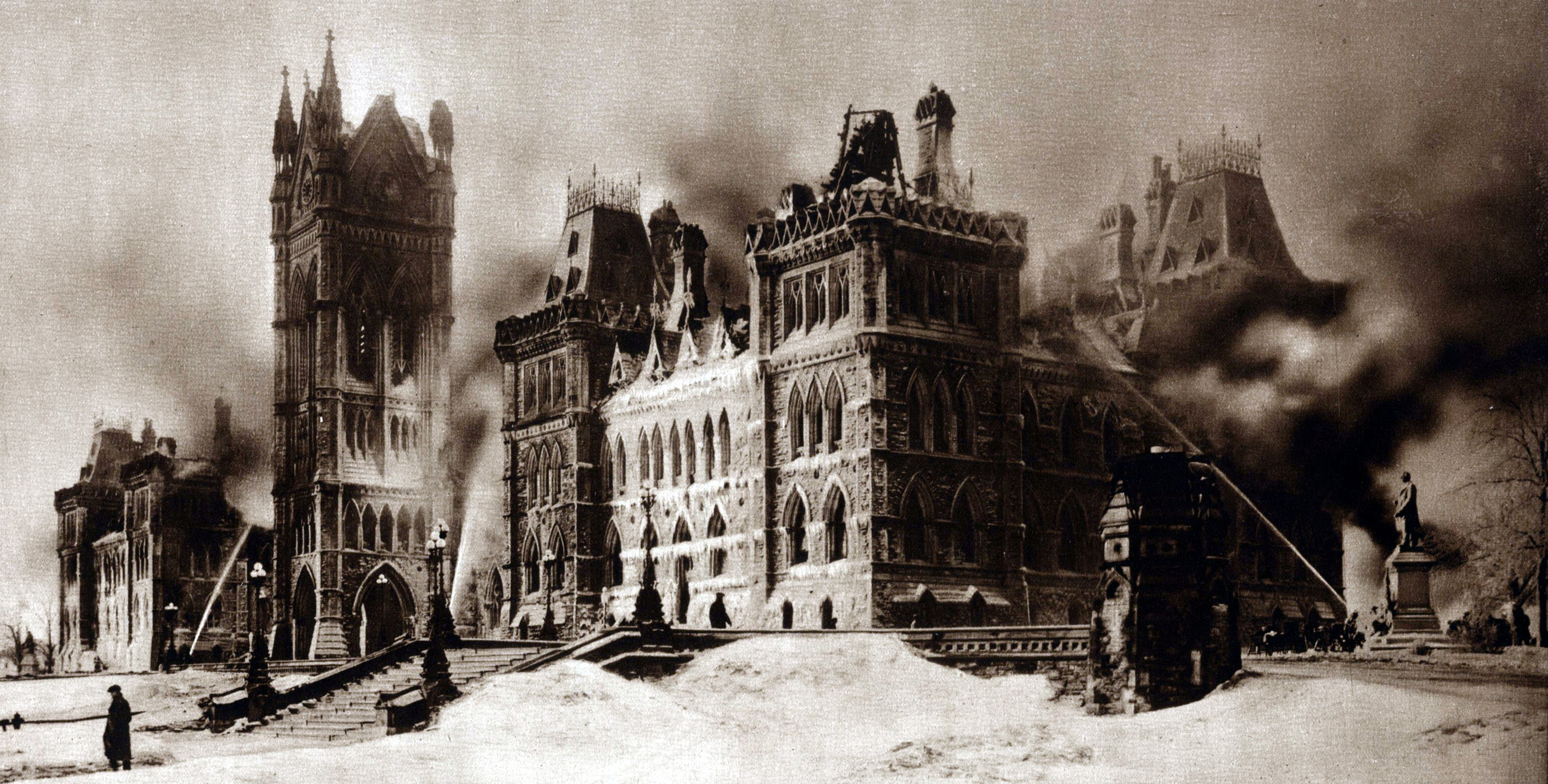
Центральна будівля парламенту у вогні, 3 лютого 1916 року

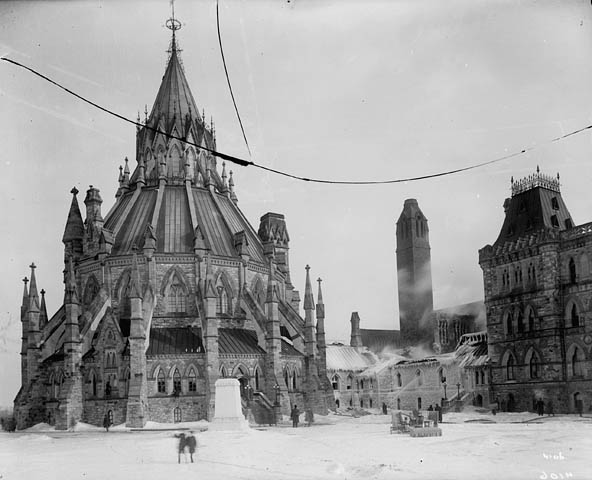
Парламентська бібліотека наступного дня після пожежі

Наприкінці XIX століття уряд Канади постав перед фактом, що забудова столиці, яка великою мірою складалася з робітничих кварталів, справляла гнітюче враження. 1899 року перед Комісією з благоустрою Оттави, заснованою федеральним урядом, було поставлене завдання з перетворення міста на «Північний Вашингтон». Обмежений бюджет (60 тисяч доларів) робив це завдання нездійсненним, проте його здійсненню допомогло стихійне лихо. 1900 року Галльська пожежа знищила Галл (колишній Райтсвілль) і північно-західну частину Оттави, включаючи Шодьєрський міст. В пожежі загинули сім осіб, більше 3000 будівель були знищені, без даху залишились 15 тисяч чоловік. На відновлення міста по міжнародній підписці було зібрано 10 мільйонів канадських доларів.
Оттава відновлювалася і як промислове місто. Діловий центр являв собою клубок залізничних колій. 1912 року недалеко від гирла каналу Рідо, поряд з Рідо-стріт, відкрився вокзал «Юніон» (в даний час його будівлю займає Урядовий центр конференцій). У тому ж році відбулося відкриття двох з числа найбільш відомих будівель в Оттаві — готелю «Шато-Лорьє», розташованого навпроти вокзалу, і Меморіального музею Вікторії (нині Канадський музей природи). 1914 року  відкрився величний Імператорський театр, який працював до 1955 року.
У лютому 1916 року зовнішній вигляд міста знову був змінений пожежею: 3 лютого загорілася центральна будівля парламенту. Центральна вежа Вікторії загинула у вогні, її дзвін, згідно з легендою, звалився на землю з 11-м ударом годинника, що лунав опівночі. Не постраждали лише північно-західне крило головної будівлі й парламентська бібліотека, у незвичайний архітектурний проєкт якої відпочатку була закладена ідея максимальної безпеки книг і архівів. Після пожежі засідання парламенту були перенесені в Меморіальний музей Вікторії. Попри те, що Канада брала участь в цей час в світовій війні, вже 1 вересня 1916 року наріжний камінь парламентської будівлі, вцілілий під час пожежі, був заново закладений генерал-губернатором Канади герцогом Коннаутським. Спочатку планувалося, що новий парламент буде побудований за рік, але через війну будівництво затяглося. Перше засідання парламенту в новій будівлі пройшло в лютому 1920 року, але будівництво нової головної вежі — вежі Миру (англ. Peace Tower), що стала загальновідомою емблемою міста — тривало ще багато років.
У 1918 році Оттаву, як і практично весь світ, охопила пандемія грипу, який повернувшись з фронту привезли солдати. Робочі квартали з їх скупченістю населення, відсутністю сучасної каналізації і розташуванням поблизу від залізничних станцій — центрів розповсюдження інфекції між містами — постраждали в місті першими і найсильніше. На робочі квартали, що примикають до залізничних депо і вокзалам, припадає непропорційно висока частка в загальній кількості — 440 смертей від грипу в Оттаві за жовтень 1918 року. Загалом під час епідемії в Оттаві померли від іспанського грипу не менше 520 осіб, а в цілому по Канаді близько 50 тисяч.
У вересні 1945 року, лише через кілька днів після закінчення Другої світової війни, в Оттаві відбулася подія, що стала одним з перших кроків до холодної війні, яка почалася незабаром. Шифрувальник радянського посольства Ігор Гузенко передав канадській стороні матеріали, що свідчили про те, що СРСР — союзник Канади у Другій світовій війні — розгорнув в Канаді шпигунську мережу, яка торкалася кількох міністерств, парламенту і спільного британсько-канадського атомного проєкту. У лютому 1946 року ці обставини були надані гласності і була призначена коронна слідча комісія з практично необмеженими повноваженнями, що викликало побоювання щодо загрози основним цивільним правам. Ставлення канадців до Радянського Союзу надовго змінилося на гірше.

### З 1950-х років і дотепер, реконструкція і розширення
Оттава залишалася промисловим центром і великим транспортним вузлом всю першу половину XX століття. До кінця Другої світової війни в місто щодня приходили понад сто поїздів, і в міських межах знаходилося не менше 150 залізничних переїздів. До середини століття питання про кардинальну реконструкцію міста постало так само гостро, як і 50 років тому.
Велика заслуга в справі перебудови канадської столиці належить французькому містобудівнику Жаку Гребе. Гребе був запрошений до Канади напередодні Другої світової війни для спорудження Національного військового меморіалу та площі Конфедерації поблизу від парламенту, але нова війна затримала виконання цих планів. 1950 року Гребе представив канадським замовникам план великомасштабної перебудови Оттави. У рамки плану входила ліквідація нетрів, переміщення залізничних ліній і створення паркових зон і так званого «Зеленого поясу», що охоплює місто по периметру. Також передбачалося придбання землі на квебекській стороні річки для розширення площі парку Гатіно.

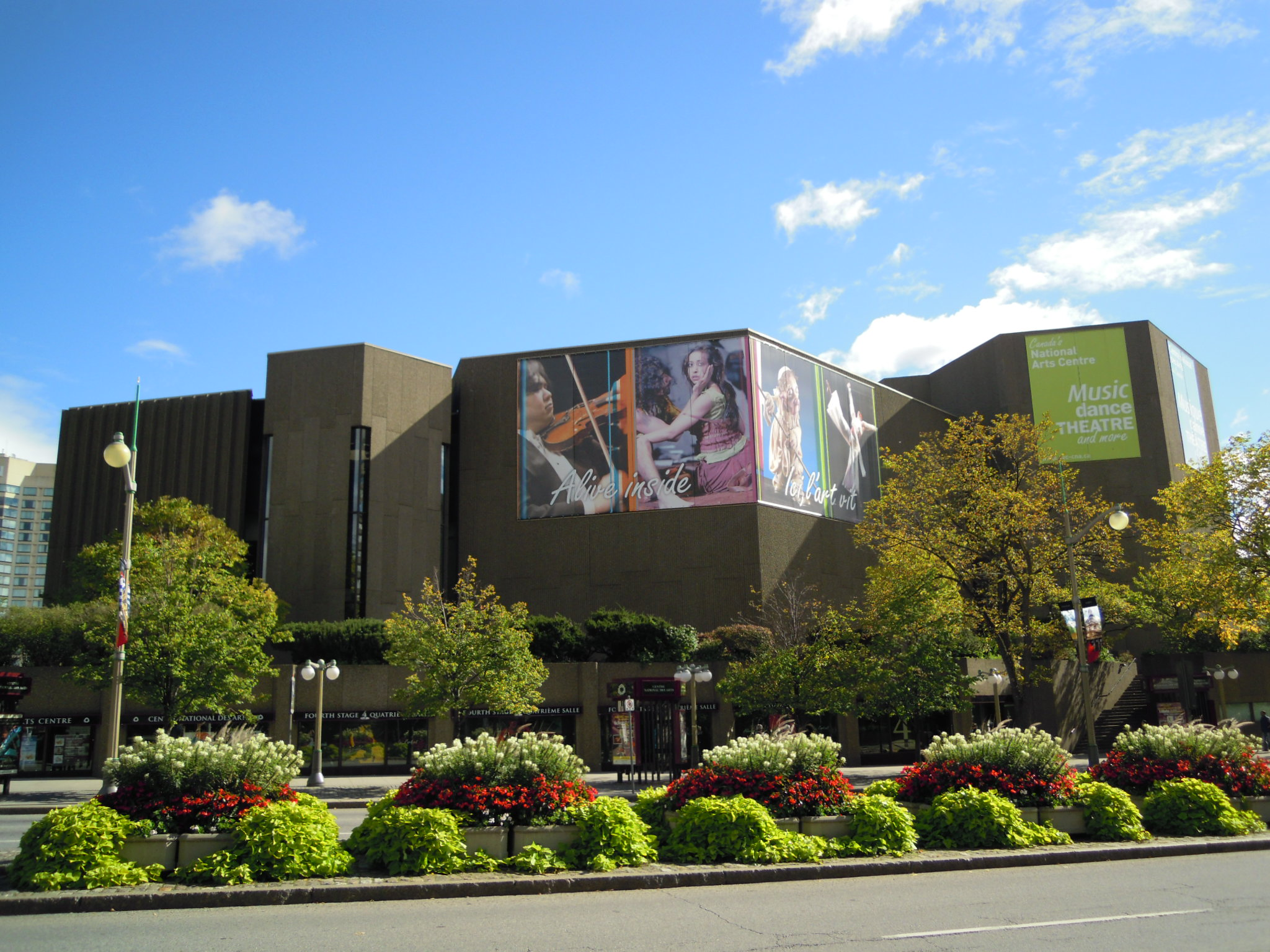
Національний центр мистецтв відкрився у 1969 році

Для виконання плану Гребе площа Національної столичної області була розширена до 2900 км², включивши в себе 72 населених пункти в Онтаріо і Квебеку. Комісія федерального району, що відповідала за планування Оттави і змінила в 1927 році Комісію з благоустрою, була перетворена на Національну столичну комісію з розширеними повноваженнями. Щоб впоратися з транспортним навантаженням, на місці головної залізничної лінії було прокладено багаторядне швидкісне шосе № 417 — Квінсвей (англ. Queensway).
У 50-ті роки була побудована нова Національна бібліотека, що розвантажила переповнену бібліотеку парламенту, також було перебудовано історичне західне крило парламенту і знесена стара будівля Верховного суду. До сторіччя освіти Канадської конфедерації був побудований новий Національний центр мистецтв. Державні установи були спочатку розосереджені за межами Парламентського пагорба на онтарійському березі річки Оттави (насамперед на Сассекс-драйв, де розташувалися резиденція прем'єр-міністра, Публічний архів — пізніше Канадський військовий музей — і монетний двір, а також посольство США), а потім і дерев'яна забудова Галла була знесена, поступившись місцем багатоповерховим урядовим будівлям в рамках зусиль по насадженню білінгвізму в урядових офісах.
Склад населення змінювався: робочих змінювали клерки, а тих своєю чергою в міру розвитку високих технологій почали тіснити співробітники хай-тека. З відкриттям таких великих підприємств, як Mitel, Corel, Cognos, Newbridge і JDS Uniphase, за Оттавою і сусідньою Канатою закріпився імідж «північної Кремнієвої долини». Результатом розвитку зв'язків з великими технологічними центрами в США стали модернізація та розширення міжнародного аеропорту Оттави, що завершилися в 2008 році. З часу входження Канади в Велику сімку найбільш економічно розвинених країн світу в 1976 році Оттава неодноразово ставала місцем проведення міжнародних економічних та політичних форумів, нарад міністрів та спікерів країн Великої сімки (пізніше Великої вісімки) і Великої двадцятки, включаючи 7-й саміт Великої сімки в 1981 році, що проходив у столиці Канади і курортному містечку Монтебелло (Квебек). Там же була підписана Оттавська конвенція про заборону протипіхотних мін.
Реконструкцію міста супроводжувало його безперервне розширення. Протягом своєї історії Оттава безперервно поглинала розташовані навколо селища і тауншипи. 1965 року вона була об'єднана з сусіднім округом Карлтон в муніципалітет Оттава-Карлтон. 2001 року відбулася амальгамація в єдиний муніципалітет одразу 11 населених пунктів (див. Адміністративний поділ), і Оттава набула свої сучасні межі.

## Географія
Оттава розташовується в південно-західній частині канадської провінції Онтаріо, на її кордоні з провінцією Квебек, на берегах однойменної річки, а також річки Рідо і каналу Рідо, у місці злиття яких з річкою Оттавою розташований міський центр. На північному березі річки Оттави знаходиться місто Гатіно, внесене разом з Оттавою в єдину міську агломерацію — Національну столичну область. Оттава розташована в низинній рівнинній місцевості, висота в районі міжнародного аеропорту ім. Макдональда-Картьє становить 114 метрів, а найвища точка міста знаходиться на висоті 166 метрів над рівнем моря. Найближчий гірський масив — Аппалачі. Оттава, як і вся східна частина провінції Онтаріо і провінція Квебек, знаходиться в північноамериканському східному часовому поясі, відстаючи від всесвітнього координованого часу на 5:00 взимку і на чотири — влітку.

### Адміністративний поділ

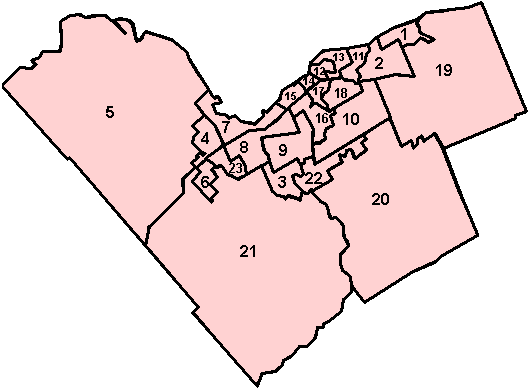
Карта виборчих округів Оттави, 2006 рік

Оттава, що являє собою єдину переписну область, адміністративно розділена на 23 виборчих округи. Крім цього, місто адміністративно розділене на поштові регіони і поліцейські округи.
До 2001 року територія Оттави становила лише невелику частину від сучасної. 2001 року до неї були приєднані 10 муніципальних утворень: Ваньє, Глостер, Голборн, Камберленд, Каната, Непін, Осгуд, Рідо, Рокліфф-парк і Вест-Карлтон. В теперішній час поділ міста на історичні райони (англ. neighbourhoods) активно використовують компанії з нерухомості, однак управління в Оттаві повністю централізоване, місцеві ради колишніх тауншипів ліквідовані і вся міська влада зосереджена в міській адміністрації.
Місцеві громадські центри (англ. community centres) — добровільні організації, що забезпечують взаємодію жителів районів і надають низку соціальних послуг; ці центри не є органами влади, і жителі міста мають право звертатися до будь-якого з них, а не тільки безпосередньо за місцем проживання. Кількість громадських центрів приблизно відповідає, але не збігається з кількістю історичних районів: в Коаліцію громадських центрів Оттави входить 14 таких організацій, у віданні яких перебувають деякі аспекти охорони здоров'я і розподілу ресурсів.
Оттава входить до Національного столичного регіону Канади, який розташований частково в провінції Онтаріо, а частково у Квебеку. На квебекській стороні річки Оттава у Національний столичний регіон входять колишні міста Гатіно, Галл і Ейлмер і дві регіональні ради району Оттава; всі вони практично одночасно з розширенням правобережної Оттави стали частинами єдиного міста Гатіно. Об'єднане місто Гатіно, у свою чергу, часто розглядається (в тому числі Статистичним управлінням Канади) як частина міської агломерації Оттава-Гатіно. Частина міської нерухомості та інших об'єктів Оттави і Гатіно, як результат їх включення до складу Національної столичної області, перебуває не в муніципальному підпорядкуванні, а у віданні Національної столичної комісії, підзвітної федеральному парламенту.

### Геологія та ґрунти
Південний берег річки Оттави, на якому стоїть місто, переважно складений плоскими заляганнями ордовицьких і кембрійських доломітів і вапняків. Район Сенді-Хілл, прилеглий до території Оттавського університету, знаходиться на глиняному останці, що підноситься над давнім дном річки Оттави. Глинистий сланець, поряд з вапняком, є домінуючою породою в північно-східних і східних районах міста. Райони Непін і частково Каната стоять на кембрійських і ордовицьких пісковиках, що слугують будівельним камінням. У західній частині міста вздовж русла річки Оттави залягають докембрійські метаморфічні породи — кварцити і кристалізовані вапняки, — а також граніти і гнейси. У цьому ж районі розташовується так звана Карпська гряда, де зберігся півметровий шар відкладень морени.
Канада переважно розташовується на тектонічно стійкій Північно-Американській плиті і сейсмічна активність в її східній частині досить низька. Оттава не становить винятку: вона належить до Західно-Квебекської сейсмічної зони, яка охоплює, зокрема, регіон уздовж долини річки Оттави від Монреаля до Теміскамінга, де землетруси не є надто частими і сильними і рідко досягають у потужності п'яти балів, коли виникає реальна загроза пошкодження будівель та інфраструктури. За XX століття таких землетрусів у регіоні було два — з епіцентрами в Теміскамінгу (1935 рік) і в Корнуоллі в Східній Онтаріо (1944 рік). 2000 року Оттаву зачепив землетрус потужністю 5,2 бали з епіцентром на північ від Норт-Бея, а в 2010 році — п'ятибальний землетрус з епіцентром у Квебеку приблизно за 50 кілометрів на північ від канадської столиці.
Відступ льодовиків і подальший відступ моря Шамплена сформували сучасні ґрунти в районі Оттави. Здебільшого це глинисті ґрунти і льодовикові відкладення вісконсинської епохи, з високим вмістом вапняку і доломіту. У східній частині міста, в особливості в районі Вест-Карлтона, зустрічаються льодовикові відкладення з переважанням пісковику, а південніше — глинистого сланцю. Там, де морські води відступали найімовірніше, відбулось намивання поверхневого шару піску, як правило, завтовшки менше метра. Самий верхній шар ґрунту являє собою пізні органічні річкові відкладення, найбільш потужні пласти яких розташовані в районах Голборн, Рідо, Осгуда і Камберленда.

### Екологія

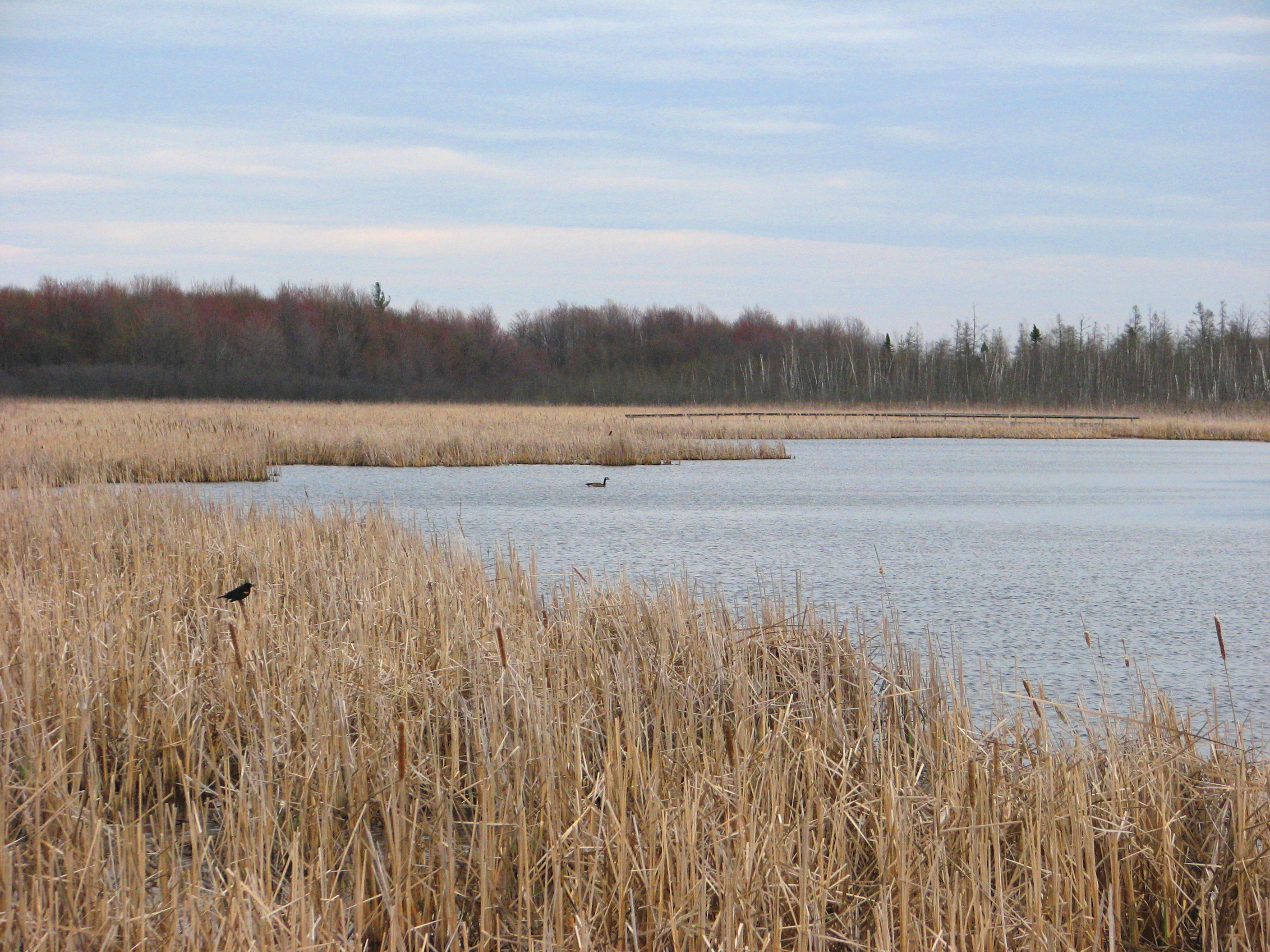
Охоронювана природна територія Мер-Бле

Оттава розташована в екологічній зоні рівнинних змішаних лісів, однак поблизу неї проходить північна межа екозони Онтарійського щита. Ця близькість забезпечує місту біологічне розмаїття, утворене видами, характерними для обох екологічних зон. Підтримці цього розмаїття сприяє так званий «Зелений пояс», що оточує старі райони Оттави і складається з лісів та сільськогосподарських земель (в тому числі дослідних полів). Пояс був передбачений генеральним планом розвитку міста, який розробив в 1960-ті роки архітектор Жак Гребе, і виконує низку екологічних завдань, як-от поглинання вуглекислого газу, фільтрація ґрунтових і поверхневих вод, протидія ерозії ґрунтів і повеням. Зелений пояс охоплює шість охоронюваних природних територій (англ. conservation areas): Грінс-Крік, Пайн-Гроув, Саузерн-Фарм і Пініс-Форест, Стоуні-Свомп, Шірліс-Бей і Мер-Бле. Останні три території становлять собою водно-болотяні угіддя, причому Мер-Бле належить до нетипових для цього регіону субарктичних екосистем сфагнових боліт і має згідно з Рамсарською конвенцією статус водно-болотяних угідь міжнародного значення. Крім природних зон, що охороняються, у Зеленому поясі розташований ряд охоронюваних об'єктів культурної спадщини: будинок-музей першопрохідців середини XIX століття Лог-Фарм, руїни печі для випалювання вапна XIX століття в Стоуні-Свомп, залишки водолікарні Карлсбад-Спрінгс (об'єкт культурної спадщини провінційного значення) і шлюзова станція Блек-Рапідс на каналі Рідо (1832 року будівництва).

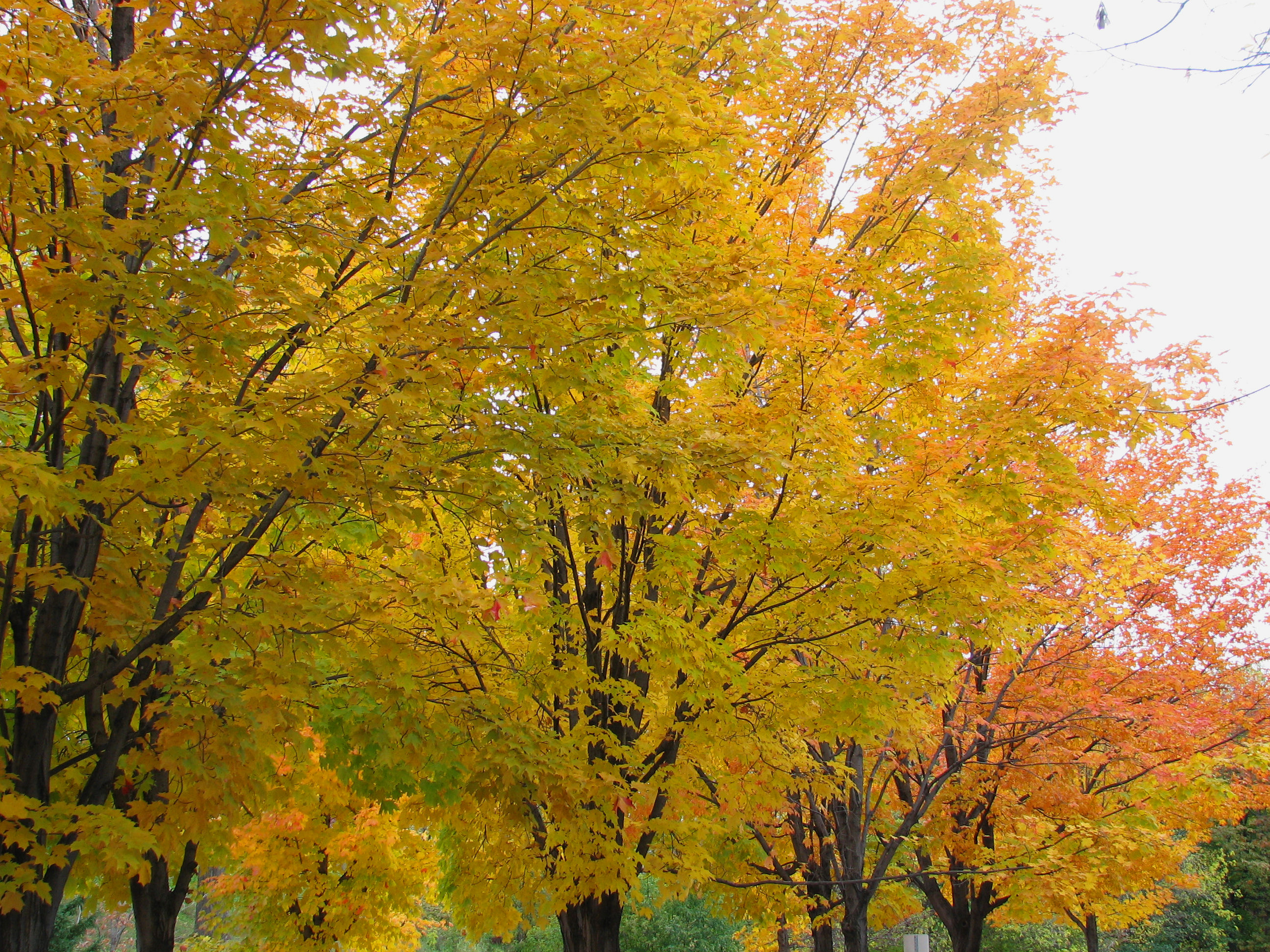
Клен цукровий в парку Дачіз-Хоул

18 % площі Зеленого поясу (3500 гектарів) займають ліси. За час його існування в Зеленому поясі було висаджено 3,6 мільйона дерев на площі 800 гектарів, у які входили і деякі сільськогосподарські землі, що не давали високих врожаїв. Опублікований в 2005 році список рослин, що зустрічаються в міській межі Оттави містить 1569 найменувань, включаючи види, підвиди і гібриди. З їх числа 1014 вважаються корінними для цього регіону. В озелененні широко використовуються в'яз, гінкго, гледичія, дуб, клен, липа. Два завезених види — прирічний і гостролистий клен — завдяки своєму декоративному вигляду культивуються доволі широко, щоб скласти конкуренцію корінним видам.

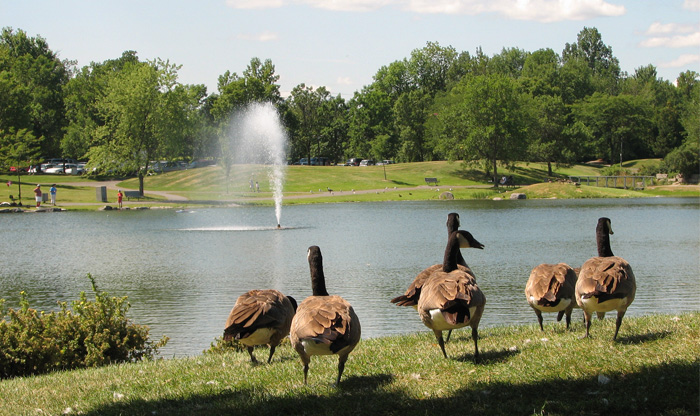
Канадські казарки в парку Ендрю Хейдона на заході міста біля річки Оттави

Зелений пояс Оттави є середовищем проживання осілих і мігруючих видів тварин. З тварин в міській межі найчастіше зустрічаються червона та каролінська вивірки (сірий і чорний колір шерсті), бабак лісовий, зайці — американський біляк і русак (останній не є корінним видом), бурундук східний, на околицях (в зоні Зеленого поясу і далі) — скунс, борсук, єнот, бобер канадський , зрідка ведмідь барибал і рись канадська; є також окремі повідомлення про зустрічі з пумами і східним вовком. Атлас птахів, які виводять пташенят в Оттаві, включає 182 види, з яких підтверджено 161. Серед птахів в межах міста найчастіше трапляються дрізд мандрівний, шпак, жовтогорлик північний, голуб сизий, зенаїда північна, пасовка співоча і еполетник червоноплечий; останніми роками частіше спостерігаються кардинал червоний, чечевиця садова і ворона американська. У численних парках Оттави живуть казарка канадська, крижень, лебідь-шипун, жовна північна, а також завезений лебідь чорний.
У муніципальних межах Оттави мешкають близько 50 біологічних видів, що знаходяться під загрозою зникнення. Хоча представники деяких із цих видів не зустрічалися вже роками, інші ще досить поширені — це, приміром, димчастий голкохвіст і сапсан, що гніздяться навіть у міському центрі. Серед інших поширених видів, що потребують охорони, сірий горіх (вражений грибковими захворюваннями), рисовий птах і кайманова черепаха. В той же час в районі Оттави відзначено поширення чужорідних інвазивних видів, що відвойовують собі місце в сформованій екологічній системі. До їх числа належать такі рослини, як кінський часник, цинанхум, водопериця колосиста, сусак і два види жостеру — ламкий і проносний. З інвазивних видів тварин можна відзначити тригранку — дрібного молюска, що вподобав водойми в районі Оттави.
Екологічна ситуація в Оттаві, яку до 1960-х років характеризували концентрація промисловості і залізничного транспорту, в останні роки отримує високі оцінки. У звіті дослідницького центру Mercer за 2010 рік, що включає екологічні дані по 221 місту всього світу, Оттава розділила третє місце з Гельсінкі, пропустивши вперед тільки Гонолулу і ще одне канадське місто — Калгарі. Тим не менш невирішеною залишається проблема щорічного скидання каналізаційних вод у річку Оттаву протягом періодів сильних дощів; незалежне агентство Ecology Ottawa рекомендує боротися з цією проблемою за допомогою спорудження величезних підземних резервуарів для збору стічних вод.

### Клімат
Оттава розташована на межі двох кліматичних регіонів Онтаріо — Східних округів і Ренфру (перший в цілому дещо більш теплий і істотно більш вологий). Клімат помірно континентальний, з жарким літом і холодною зимою. Середня температура січня −11 °C, липня 20,3 °C. Рекордно висока зафіксована температура 37,8 °C (серпень 1944 року), рекордно низька температура в районі міжнародного аеропорту Оттави −36,1 °C (лютий 1943 року); в районі міністерства сільського господарства Канади зафіксована температура −38,9 °C. Щорічна норма опадів 943 мм на рік, з них у вигляді дощу 732 міліметри. Середня норма випадання снігу 235,7 см на рік, найбільш сніжний місяць — грудень (в середньому 57 см снігу), однак рекордний снігопад (понад 40 см снігу в день) зафіксовано в лютому 1947 року. Вітри — здебільшого південні і західні. Проте, в останні роки, у зв'язку зі змінами клімату на Землі, в Канаді спостерігаються торнадо. Так, наприклад, за повідомленням CBC News, в результаті торнадо, що пронісся 14 липня 2023 року південними районами Оттави, пошкодження дістали близько 120 будинків.
| Клімат Оттави                        | Клімат Оттави | Клімат Оттави | Клімат Оттави | Клімат Оттави | Клімат Оттави | Клімат Оттави | Клімат Оттави | Клімат Оттави | Клімат Оттави | Клімат Оттави | Клімат Оттави | Клімат Оттави | Клімат Оттави |
| Показник                             | Січ.          | Лют.          | Бер.          | Квіт.         | Трав.         | Черв.         | Лип.          | Серп.         | Вер.          | Жовт.         | Лист.         | Груд.         | Рік           |
| Абсолютний максимум, °C              | 11,7          | 12,2          | 25,6          | 31,2          | 35            | 36,7          | 37,8          | 37,8          | 36,7          | 29,4          | 23,3          | 16,1          | 37,8          |
| Середній максимум, °C                | −6,1          | −3,9          | 2,1           | 10,9          | 19,1          | 23,8          | 26,4          | 25,0          | 19,7          | 12,6          | 4,9           | −2,9          | 11            |
| Середній мінімум, °C                 | −14,8         | −13,2         | −7            | 1,1           | 8,0           | 13,0          | 15,5          | 14,3          | 9,7           | 3,7           | −1,9          | −10,3         | 1,5           |
| Абсолютний мінімум, °C               | −37,8         | −38,3         | −36,7         | −20,6         | −7,2          | 0             | 3,3           | 1,7           | −4,4          | −12,8         | −23,9         | −38,9         | −38,9         |
| Норма опадів, мм                     | 64.2          | 51.6          | 64.9          | 67.7          | 81            | 91.2          | 88.9          | 87.6          | 86.8          | 79.1          | 77            | 74.1          | 914.2         |
| ------------------------------------ | ------------- | ------------- | ------------- | ------------- | ------------- | ------------- | ------------- | ------------- | ------------- | ------------- | ------------- | ------------- | ------------- |
| Джерело: Департамент довкілля Канади |               |               |               |               |               |               |               |               |               |               |               |               |               |

## Офіційні символи

Щит герба Оттави

Герб Оттави був офіційно затверджений у вересні 1954 року і використовується з 1 січня 1955 року. Хвилястий синьо-білий хрест, що розділяє на білі чверті старофранцузий щит, символізує річку Оттаву і її дві найбільших притоки — річки Рідо і Гатіно, злиття яких визначило місце заснування майбутнього міста. Хрест також символізує подвиг християнських місіонерів, які несли нову релігію місцевим племенам. Королівська корона у верхньому правому полі позначає королеву Вікторію, червоний кленовий лист в лівій нижній чверті — Канаду. Два порожніх білих поля позначають велич, якої ще належить досягти. На червоному полі у верхній частині щита праворуч схрещені весло і дві стріли — символ індіанського племені оттава, історичних мешканців регіону; в центрі астролябія, символ Самюеля де Шамплена — першого губернатора французьких колоній у Північній Америці; ліворуч розміщені кирка, лопата і граната, що символізують керівника будівництва каналу Рідо Джона Бая.
Бурелет над щитом забарвлений в основні кольори герба — білий і синій, а нашоломник зображує сосну з шишками — символ будівельного лісу, головного багатства долини річки Оттави. На нашоломнику розміщений золотий диск з дубом у центрі — печатка Байтауна. Девіз на двох державних мовах Канади говорить «Advance Ottawa en Avant», що являє собою модифікацію колишнього девізу міста Оттави. Щит підтримують два щитотримачі — лісоруб середини XIX століття і службовець стрілецького полку Цивільної служби в повному екипіруванні, що символізує позицію Оттави як місця перебування Генерал-губернатора Канади і безлічі державних службовців.

Прапор Оттави

Сучасний прапор Оттави прийнятий у 2001 році після об'єднання з іншими муніципалітетами. Він являє собою полотнище, складене з вертикальних синьої і зеленої смуг зі стилізованою літерою «О» на їх межі. Стилізована «О» в центрі прапора символізує роль Оттави як столиці Канади. Зліва її незамкнену окружність завершують три вертикальні стрічки, що нагадують кленовий лист (центральний елемент державного прапора Канади) і будівлю парламенту. Три стрічки символізують єдність, гармонію і співпрацю за-для спільної мети. Синій колір у прапорі символізує річки і канали Оттави, а зелений — її численні зелені зони.
24 жовтня 2001 року офіційною квіткою Оттави був оголошений тюльпан. Історичний зв'язок тюльпанів і Оттави сходить до років Другої світової війни, коли в Канаді знайшла притулок королівська сім'я окупованих Нідерландів. Маргріт, дочка майбутньої королеви Юліани, народилася в одній з оттавських лікарень у 1943 році. Після війни, восени 1945 року, Оттава отримала в дарунок від принцеси Юліани 100 000 цибулин тюльпанів, і з 1953 року в пам'ять про це в місті проходить фестиваль тюльпанів.

## Населення
За даними перепису населення 2011 року Оттава займала четверте місце серед міст Канади по населенню, поступаючись Торонто, Монреалю і Калгарі і випереджаючи Едмонтон, Вінніпег і Ванкувер. У провінції Онтаріо Оттава — друге за чисельністю населення місто. Населення Оттави, яке становило за даними перепису населення 1891 року 44 тисячі осіб, у 2011 році наближалося до 900 тисяч (з урахуванням населених пунктів, включених в муніципальні межі у 2001 році). Населення міської агломерації Оттава-Гатіно в 2011 році перевищувало 1,2 мільйона осіб. Середній вік населення Оттави становив за даними останнього перепису 39,2 років; 16,8 % населення були у віці молодше 15 років, а 13,2 % — у віці 65 років і старше.
| Динаміка росту населення Оттави (тис. мешканців)           | |                                         |
| Історичні межі (з 1901 року)                               | Сучасні межі (1901—2011)                                                                                               | Агломерація Оттава-Галл / Оттава-Гатіно |
|                                                            | |                                         |
| Джерела: Населення Онтаріо на сайті проєкта OntarioGen Web | Джерела: Зростання населення, 1901—2006, на офіційному сайті мерії Оттави Оттава на сайті перепису населення 2011 року | Джерела: Переписи населення Канади      |

### Освіта, зайнятість і середній дохід
Зосередженість в місті урядових офісів та підприємств високих технологій призвело до того, що населення Оттави має один з найвищих в Канаді рівнів освіти. Серед населення у віці від 25 до 64 років за результатами перепису 2006 року 38,3 % мали університетську освіту не нижче першого ступеня (для порівняння, у цілому по провінції Онтаріо люди з вищою освітою становили в цій віковій групі тільки 24 %). Середній дохід на сім'ю становив в Оттаві в 2006 році 84,5 тисячі канадських доларів (в середньому по Онтаріо — 69,2 тисячі). Велика частина населення працювала в торгівлі та інших сферах обслуговування, у той час як працівники промисловості, сільського господарства і будівельної галузі разом узяті становили менше 10 % від загального числа працевлаштованого населення Оттави. У середині 2012 року рівень безробіття серед працездатного населення канадської столиці становив рівно 6 % (7,2 % в цілому по Канаді).

### Етнічний і релігійний склад населення

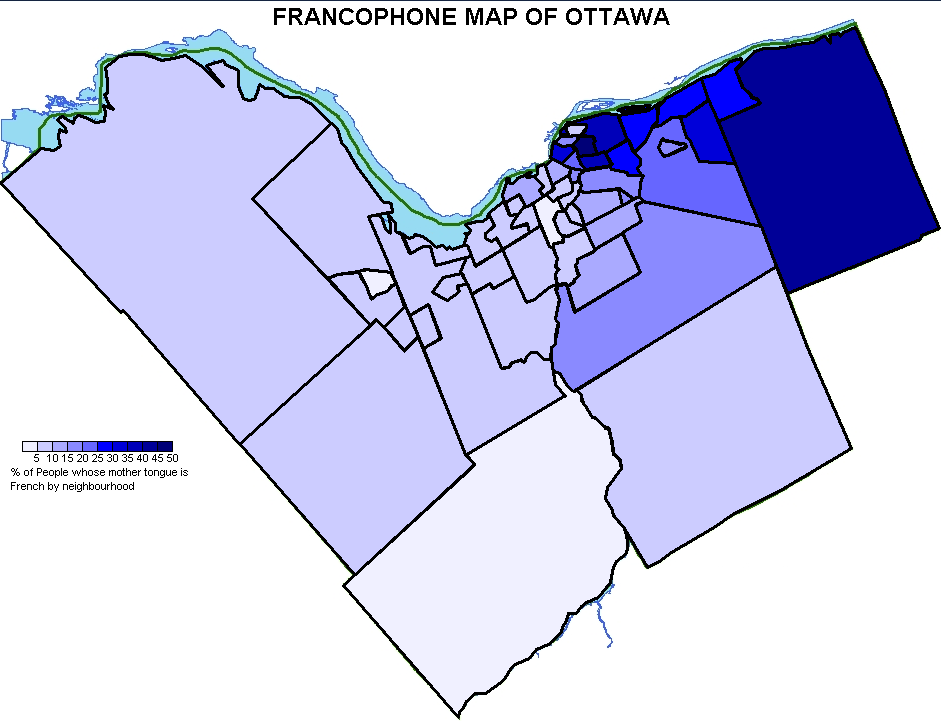
Мапа Оттави із зазначенням концентрації франкомовного населення

Впродовж перших 150 років існування населеного пункту близько половини його населення становили католики (приблизно порівну представлені французами та ірландцями, що населяли переважно Нижнє місто в центрі і східні околиці), а другу половину — протестанти англійського походження (населяли Верхнє місто в центрі і південну та західну частини округу Карлтон). Вже у середині XIX століття Оттава грала роль головного центру франкофонів Онтаріо і місця ранніх мовних непорозумінь між англо- і франкомовним населенням Канади. Невеликі німецька, італійська та єврейська громади сформувалися на рубежі XIX і XX століть. Після Другої світової війни населення міста поповнили арабська громада (переважно вихідці з Лівану), а пізніше громади вихідців зі Східної Африки. Два найвідоміших райони компактного проживання іммігрантів — «Маленька Італія» навколо Престон-стріт (неофіційно відомої як Corso Italia — «Італійська вулиця»), Гладстон-авеню (неофіційно Via Marconi) і церкви св. Антонія на Бут-стріт і Чайнатаун уздовж Західної Сомерсет-стріт — в теперішній час зберегли культурну самобутність у більшому ступені як туристичні об'єкти, ніж як етнічні анклави. Так, вже в першій половині XX століття в Маленькій Італії почали селитися іммігранти з Ірландії, Польщі та України, на початку XXI століття в районній школі по суботах проходять заняття північнокитайською і в'єтнамською мовами, а на Престон-стріт італійські ресторани сусідять з корейськими, індійськими та турецькими. У Чайнатауні до їх числа додаються таїландські, в'єтнамські, ліванські й філіппінські ресторани і магазинчики.
В останні десятиліття в Оттаві швидко зростає відсоток жителів, які належать до видимих етнічних меншин (переважно вихідці з країн Азії та Африки). З мовної точки зору, англійську вважає першою мовою 65 % населення міста, французьку — 15 %, на решту мов припадає 18 %.
Місто проводить дружню до іммігрантів політику. Первинну допомогу та інформацію новоприбулі отримують в службі Service Canada, один з центрів якої розташований в будівлі мерії на Елгін-стріт — зокрема, саме тут здаються документи на соціальну страховку (SIN) і медичну страховку. Після цього вони можуть звернутися в одну з численних служб допомоги іммігрантам (громадських організацій, субсидованих урядом провінції Онтаріо), зокрема, LASI World Skills YMCA-YWCA, Catholic Immigration Centre, Ottawa Community Immigrant Services Organization, Lebanese and Arab Social Services Agency of Ottawa і низки інших. Попри те, що ряд цих організацій містять у назві слова «католицький», «християнський», «арабський», «франкофонний» тощо, фактично вони надають новоприбулим послуги незалежно від віросповідання та національної приналежності — це є неодмінною умовою надання їм урядових субсидій на їх діяльність. Інформація про різні установи міста, курси, гуртки, школи тощо доступна в общинних центрах (англ. community centres).

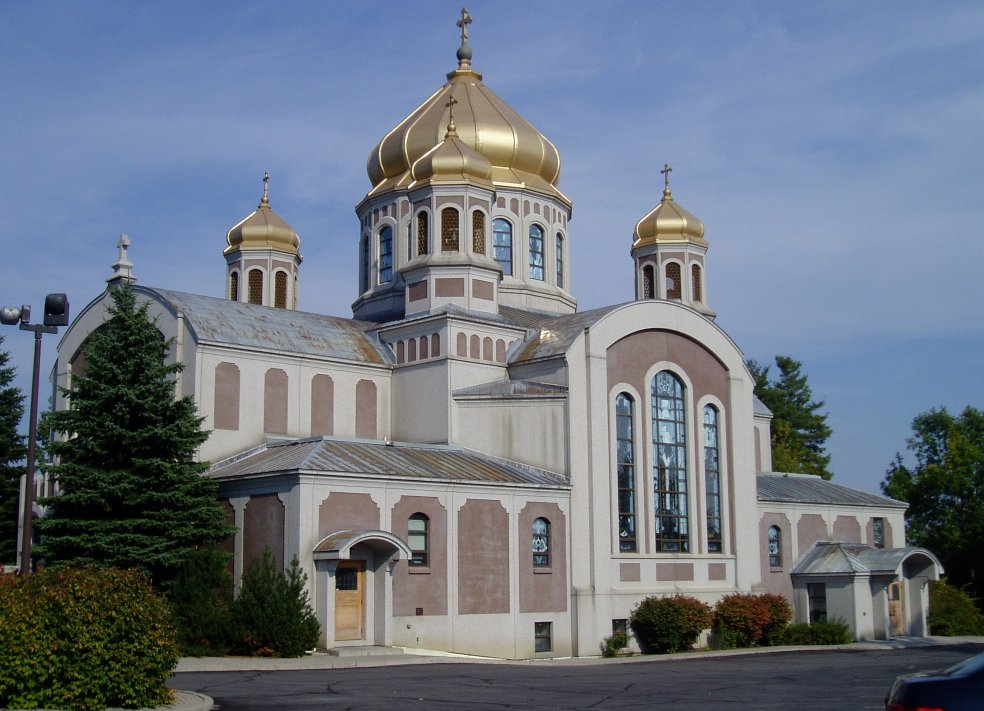
Українська греко-католицька собор св. Івана Хрестителя в районі Карлтонського університету

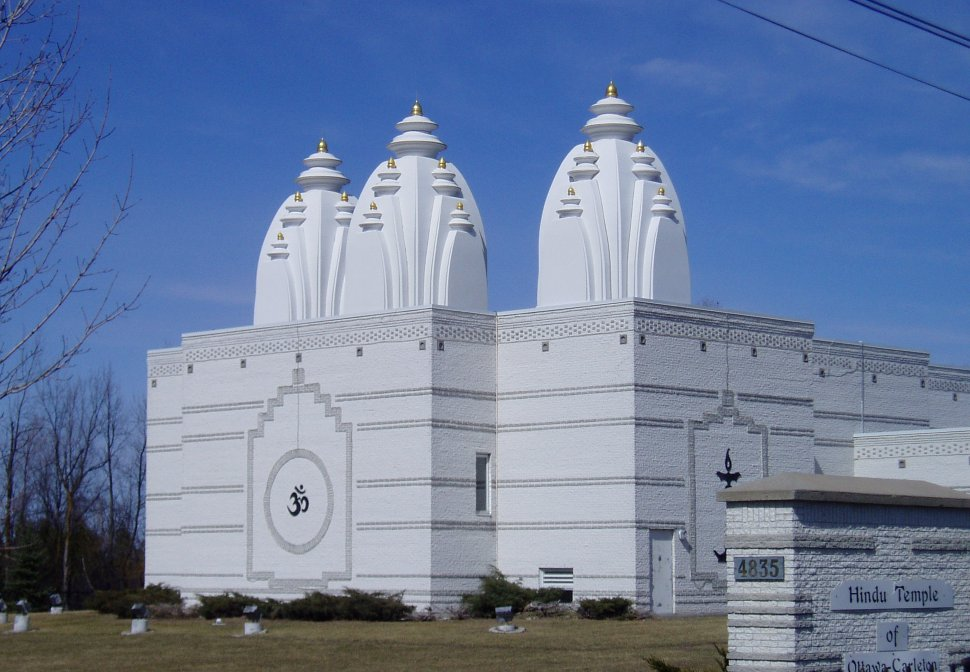
Індуїстський храм у Глостері

Оттава є переважно християнським містом, центром римо-католицької архієпархії Оттави. Тут також розміщується англіканська єпархія. Хоча більшість віруючих в Оттаві сповідують католицизм або одну з версій протестантизму, значна частина населення представляє інші релігії. В останній раз, коли в анкету перепису населення в Канаді включалося питання про релігійну приналежність (2001 рік), близько 14 % віруючих в місті становили представники конфесій, відмінних від католицизму і протестантизму. Найпопулярнішими серед цих інших конфесій були іслам (понад 6 %) і православ'я (близько 2,5 %). Оттава — центр однієї з єпархій антіохійської православної церкви в Північній Америці.

### Відомі уродженці і мешканці
На сайті Департаменту туризму Оттави наведений список з п'яти жителів Оттави, «таланти яких відомі мільйонам». У цей список входять:
- Джеремі Гара — ударник інді-рок-гурту Arcade Fire, разом з нею отримав «Греммі» за найкращий альбом 2010 року
- Аланіс Моріссетт — уродженка Оттави, рок-виконавиця і актриса, лауреат семи «Греммі»
- Меттью Перрі — актор, народився в Массачусетсі і виріс в Оттаві, відомий ролями в серіалі «Друзі» і стрічках «Історія Рона Кларка» і «Дев'ять ярдів»
- Брендан Фрейзер — актор, що прожив більшу частину дитинства в Оттаві, всесвітньо відомий ролями у стрічці «Мумія» і його продовженнях, а також у стрічці «Кидок кобри»
- Маргарет Етвуд — уродженка Оттави, прозаїк і поет, лауреат Букерівської премії за роман «Сліпий вбивця»

У списках Зали спортивної слави Оттави, яка з 2011 року розміщується в будівлі міської ратуші, близько 250 імен, серед яких знамениті гравці і тренери «Оттава Сенаторс» і «Оттава Раф Райдерс» і представники інших видів спорту. Імена відомих мешканців міста в інших сферах увічнені, зокрема, у списках Зали слави музики кантрі і на Площі слави Оттавської торгової палати.

## Органи влади
Питання юрисдикції в Оттаві та регіоні навколо неї належать до числа найскладніших в Канаді навіть після того, як в 2001 році 11 населених пунктів були об'єднані в один із загальною муніципальною владою. Через агломерацію Оттава-Гатіно проходить межа між провінціями, і на квебекській стороні співіснують низка владних структур, включаючи окремі муніципалітети і дві регіональні ради району Оттава. При цьому регіональний націоналізм квебекського уряду перешкоджає встановленню занадто міцних зв'язків між квебекською місцевою владою і федеральною владою або муніципалітетом Оттави.
У самій Оттаві існує поділ юрисдикцій між федеральним урядом (представленим Національною столичною комісією) та місцевими владними органами, сумарний бюджет яких в останні десятиліття в десятки разів перевищує бюджет Національної столичної комісії. Федеральний уряд — найбільший власник землі і нерухомості в Оттаві — звільнений від муніципальних податків (замість яких виділяє муніципалітету кошти цільовим чином у вигляді грантів) і від дотримання муніципальних законів. Обов'язки федерального уряду по відношенню до муніципальної влади Оттави залишаються предметом постійних дискусій протягом більше століття.

### Федеральні органи влади в Оттаві

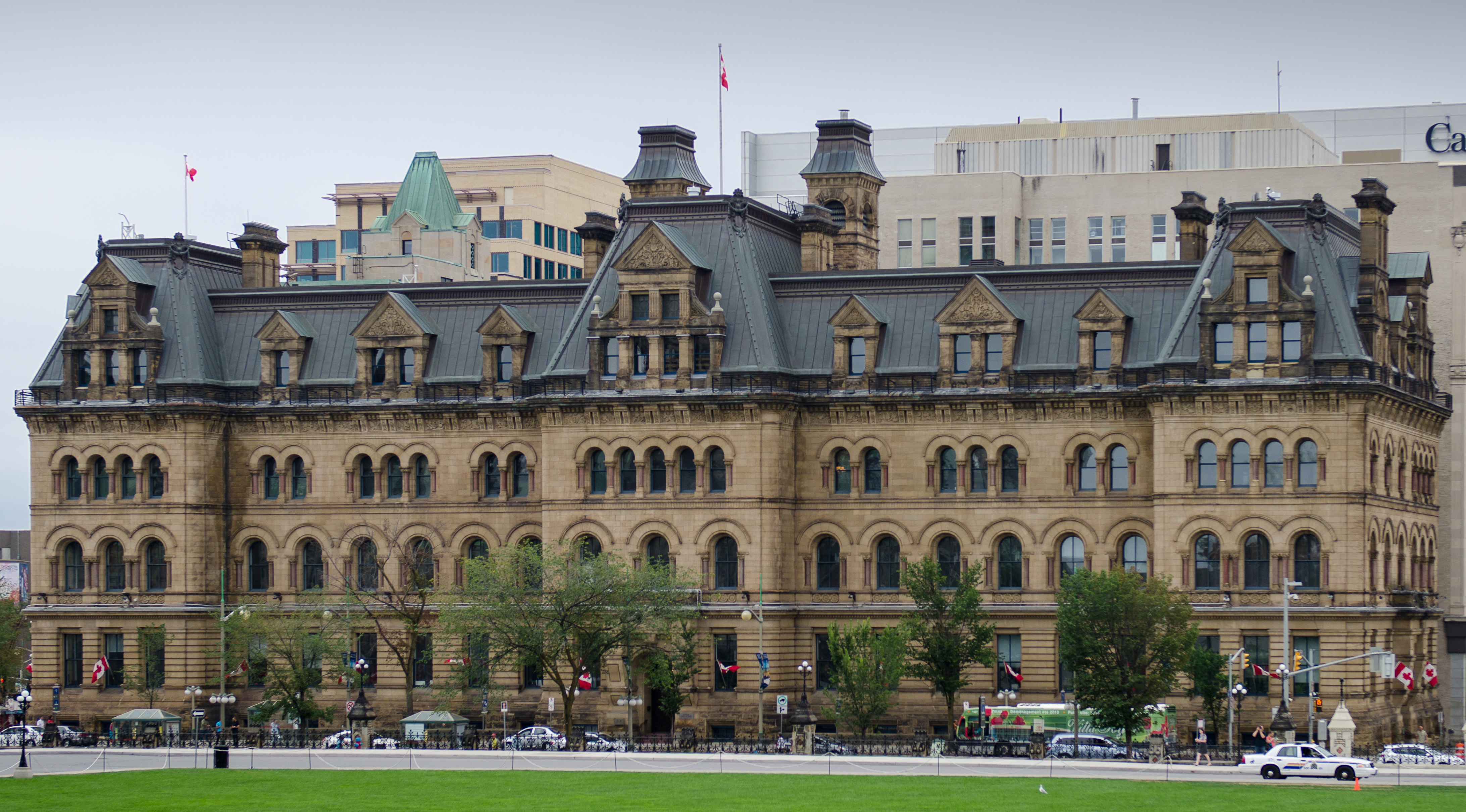
Корпус Ланжевена — місцезнаходження канцелярії прем'єр-міністра Канади

Федеральні органи влади в Оттаві, що зосереджені насамперед на Парламентському пагорбі, у районі Танніс-Песчер, а також вздовж Сассекс-драйв, включають:
- Парламент Канади
- Верховний суд Канади
- Сенат Канади
- Резиденцію прем'єр-міністра Канади
- Корпус Ланжевена (канцелярію прем'єр-міністра)
- Федеральні міністерства
- Канадське податкове агентство
- Банк Канади
- Королівський канадський монетний двір
- Бібліотеку і Архів Канади

В Оттаві на Сассекс-драйв розташований також Рідо-Голл — офіційна резиденція британського монарха в Канаді, а у його відсутність — Генерал-губернатора Канади. Оттава служить місцем розташування безлічі іноземних посольств в Канаді.
Органи влади провінції Онтаріо, на території якої знаходиться місто Оттава (за винятком квебекської частини Національної столичної області), розташовуються, як правило, у провінційній столиці — місті Торонто.

### Міська адміністрація

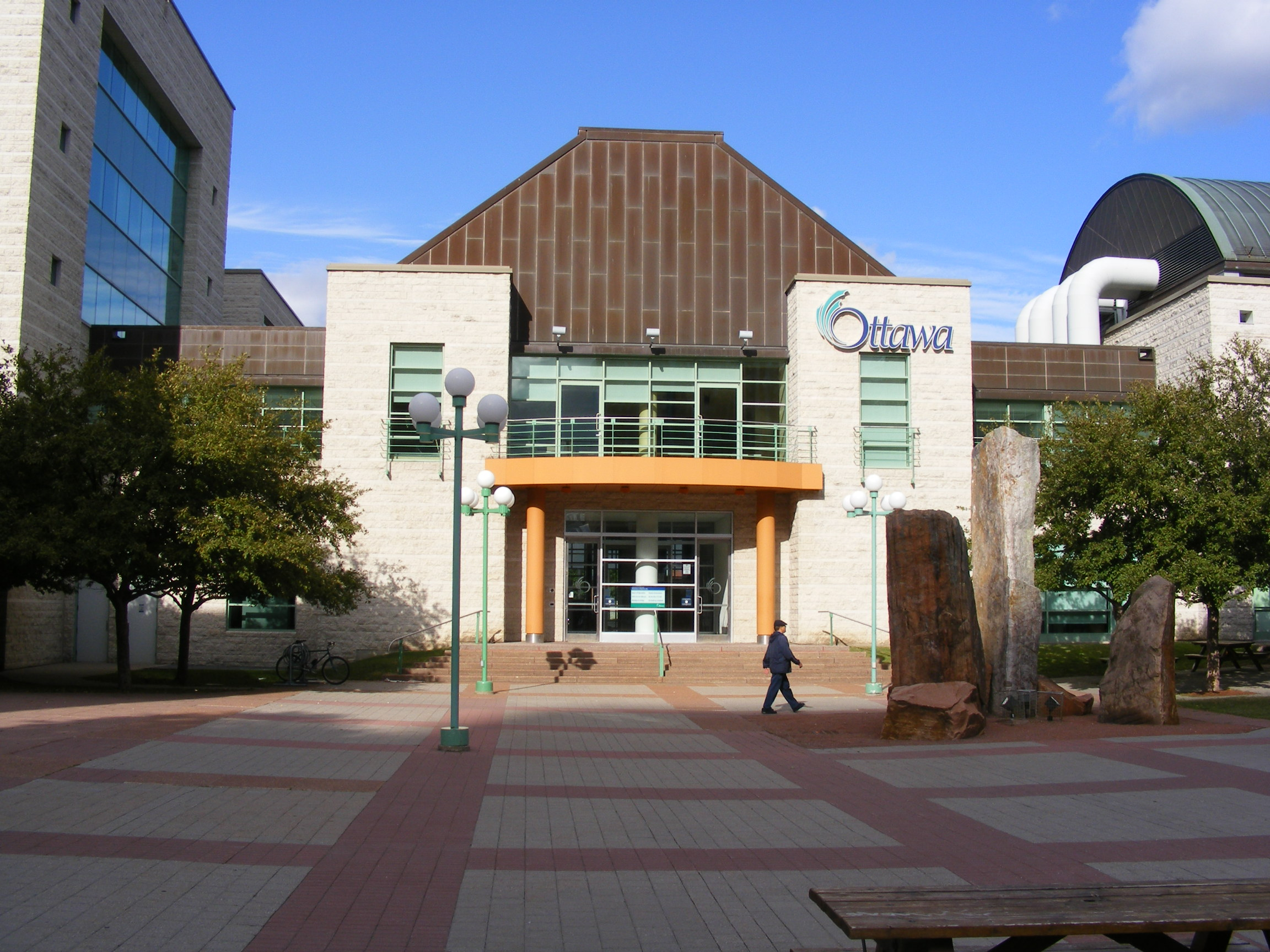
Оттавська ратуша — вхід з Елгін-стріт

Міська рада Оттави складається з мера, якого обирають загальним голосуванням мешканців міста, і 23 членів ради, кожен з яких представляє окремий виборчий округ. Першим мером Оттави був Джон Бауер Льюїс. Вибори міської ради проходять раз на чотири роки; останні муніципальні вибори пройшли в 2010 році, перемогу у боротьбі на посаду мера на них здобув кандидат від Ліберальної партії Джим Вотсон в боротьбі за посаду мера.
Загальні сесії міської ради відбуваються двічі на місяць (за винятком березня, липня, серпня і грудня, коли загальні збори проходять раз на місяць). Офіційними днями сесій є друга та четверта середи місяця, але сесії можуть тривати по кілька днів. В інший час міськими справами займаються постійні комітети, що складаються суто з членів міської ради. При муніципалітеті діють 16 консультативних груп, у завдання яких входить вироблення рекомендацій з конкретних, строго визначених питань міського управління. Групи складаються з добровольців, кандидатури яких затверджує міська рада.

### Поліція
В Оттаві розташовується штаб-квартира Королівської канадської кінної поліції, що перебуває у федеральному підпорядкуванні. Також в Оттаві, у районі Рокліфф-парк, знаходяться стайні Королівської канадської кінної поліції, де утримуються коні, яких в нині[коли?] використовують для церемоній і парадів.
Поліцейська служба Оттави (англ. Ottawa Police Service) — самостійна служба, яка співпрацює, але не підпорядкована провінційній поліції Онтаріо. Поліцейська служба Оттави сформована як регіональна поліцейська служба Оттави-Карлтона в 1995 році і надалі поширила свою юрисдикцію на територію тауншипів, об'єднаних в 2001 році з Оттавою. Бюджет служби у 2011 році склав 237 мільйонів доларів. Функції Королівської канадської кінної поліції і місцевих поліцейських служб розділені законодавчо. Існують також угоди про співпрацю з Поліцією Квебека.

## Економіка

### Виробництво

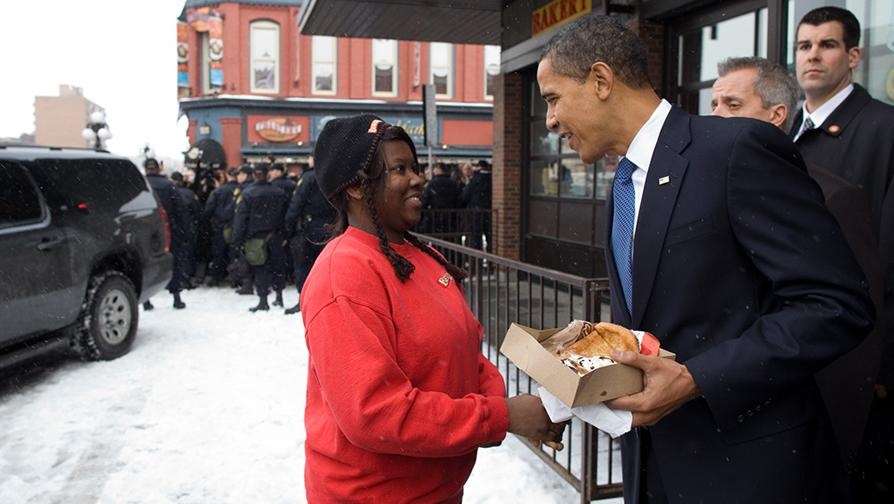
Барак Обама з фірмовою слойкою BeaverTails на ринку Байворд

Сільське господарство займає в економіці Оттави більше місце, ніж у будь-якому іншому великому місті Канади, а сама Оттава є єдиною столицею в світі, у центрі якої розташовується діюча ферма (Центральна дослідна ферма), але основу столичної економіки складають інші галузі господарства.
В Оттаві представлені підприємства радіоелектронної, приладобудівної, целюлозно-паперової, поліграфічної промисловості. Столицю Канади часто називають «північною Кремнієвою долиною»; тут були створені такі гіганти електронної індустрії, як Mitel, Nortel, Corel, Cognos і JDS Uniphase. В останнє десятиліття, попри розпад і продаж іноземним інвесторам цілого ряду великих і середніх хайтеківських компаній і помітне зменшення частки підприємств високих технологій в канадських біржових індексах, загальне число таких підприємств в районі Оттави зросла вчетверо; серед нових фірм — Shopify, розробник програм електронної комерції, чию продукцію закуповують 25 000 підприємств та організацій.

### Торгівля
В середині першого десятиліття XXI століття в сфері торгівлі в Оттаві були зайняті понад 80 тисяч осіб. На території Національної столичної області налічується близько 70 великих торговельних центрів. Найбільшими є Rideau Centre в центрі Оттави, Bayshore Shopping Centre в західній і St. Laurent Shopping Centre в східній його частині. Кілька торгових центрів меншого розміру відрізняються незвичайністю підбору товарів і послуг. У число таких місць входять World Exchange Plaza, 240 Sparks і Place de Ville в центрі міста і Place du Centre в Галлі.
Крім власне торговельних центрів, існує ряд торгових районів. Пам'яткою міста є ринок Байворд в історичній частині Оттави. Торговими артеріями міста також є Спаркс-стріт (великі модні магазини), Бенк-стріт (велика кількість кафе і дрібних магазинів), Елгін-стріт, Західна Веллінгтон-стріт, Західна Сомерсет-стріт (Чайнатаун), Рідо-стріт.

### Зв'язок
Місцеві телевізійні передачі переважно транслюються компаніями Rogers в онтарійській частині міста і Laurentian Cable в Галлі. В Оттаві розташовані офіси двомовного національного каналу Canadian Public Affairs Channel і медіа-компаній Aboriginal Peoples Television Network та Inuit Broadcasting Corporation. Тим не менш велика частина програм телебачення виробляється за межами Оттави або навіть за межами Канади транснаціональними медіа-корпораціями.
Оттава займає одне з перших місць серед міст Канади за розповсюдженням Інтернету: близько 60 % оттавських родин під'єднані до Інтернету. У місті діють численні Інтернет-провайдери, що розрізняються за охопленням населення. На території Карлтонського університету розміщується один з найбільших в Канаді операторів Freenet. Послуги стільникової телефонії переважно надають три великих компанії національного рівня: Rogers, Bell і Telus. Rogers є фактичним монополістом на ринку кабельного телебачення в канадській столиці, обслуговуючи 85 % будинків, куди проведено кабельне телебачення, а Bell разом з ще однією компанією — Shaw Direct — контролює ринок супутникового телебачення.

### Комунальне господарство
В середньому одна сім'я в Оттаві витрачає 250 літрів води в день. Близько 10 % сімей на території Оттави користуються криничною водою. В інші будинки міста вода постачається за допомогою муніципальної інфраструктури з річки Оттава. Муніципалітет також здійснює дренажні роботи і регулярний збір сміття з будинків.
Найбільшим постачальником електроенергії в місті є Hydro Ottawa — третя за розмірами в провінції Онтаріо муніципальна електрична компанія, що обслуговує понад 300 тисяч будинків. Здебільшого місто отримує електроенергію від Дарлінгтонської атомної електростанції (більше 50 %) і від гідроелектростанції ім. Сондерса на річці Святого Лаврентія.
Природний газ служить основним джерелом обігріву будинків в Оттаві. Компанія Enbridge — найбільша канадська фірма з транспортування нафти і газу — до кінця 1999 року була монопольним постачальником природного газу в Оттаві. В теперішній час компанія, що обслуговує близько двох мільйонів приватних клієнтів, підприємств і організацій на території Онтаріо, як і раніше контролює газопровідну інфраструктуру, але газ можна купувати також у більш дрібних незалежних постачальників.

### Транспорт

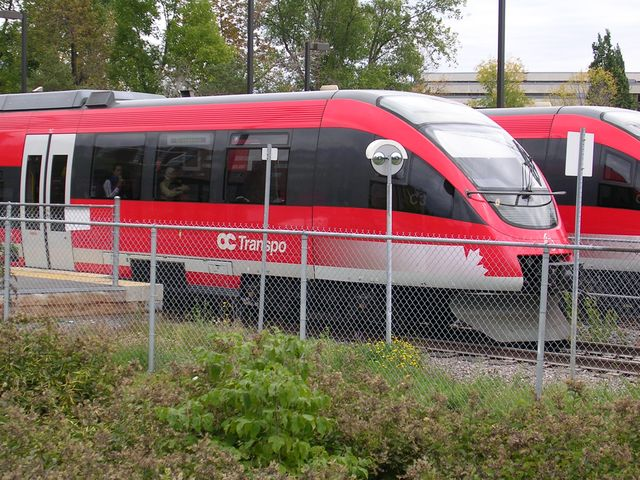
Дизель-поїзд O-Train

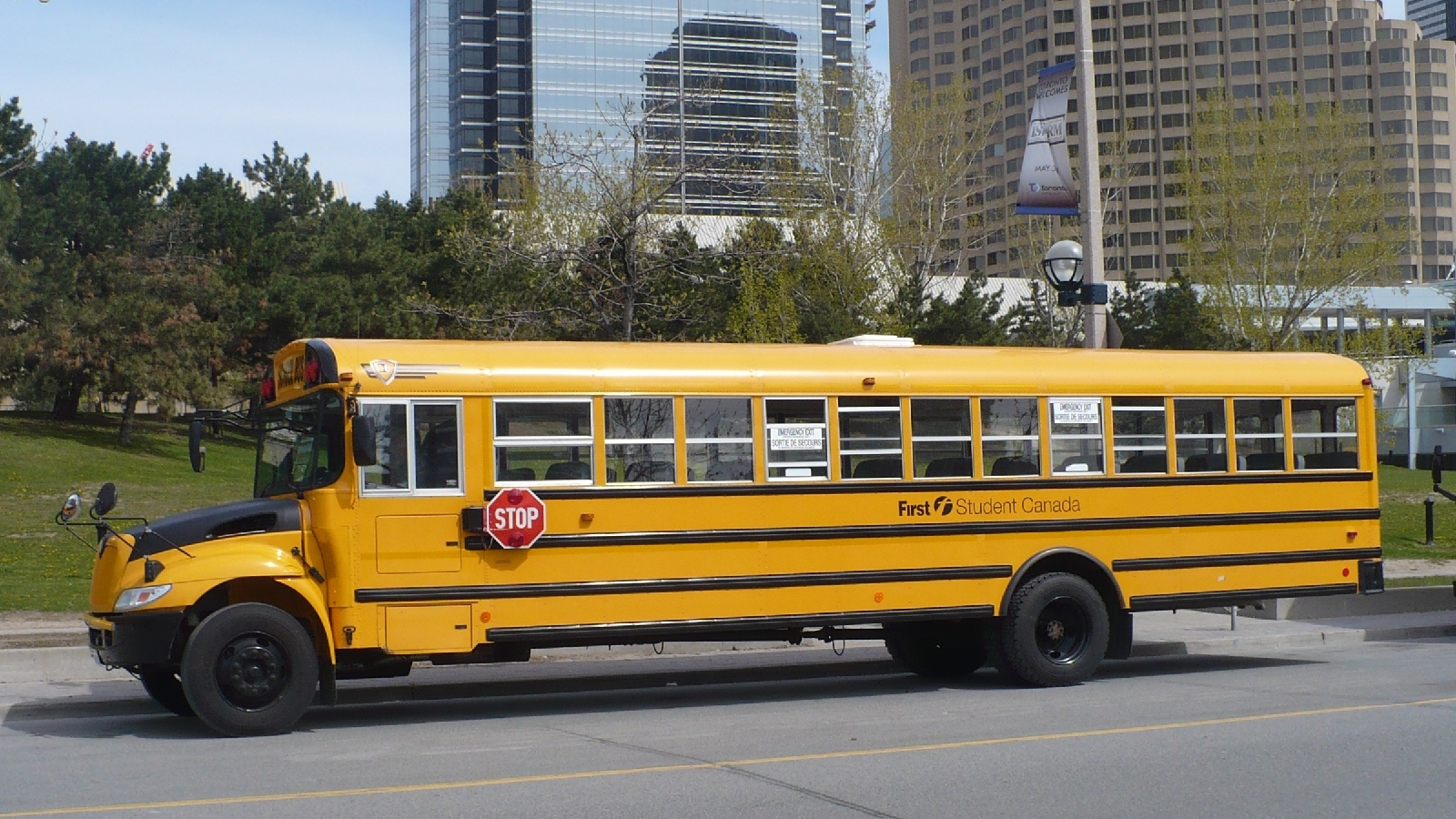
Шкільний автобус

#### Громадський транспорт
З 1891 по 1959 рік в Оттаві діяла трамвайна мережа. Саме в Оттаві вперше в Канаді (а можливо, і в світі) були пущені вагони з електричним обігрівом. 1921 року кожен житель Оттави здійснив у середньому 336 трамвайних поїздок в рік, при вартості десять центів за три квитки. Однак трамваї в Оттаві виявилися неспроможними конкурувати з автотранспортом. До 1959 року була демонтована також тролейбусна лінія, що діяла в 50-ті роки.
Сучасний громадський транспорт в Оттаві представлений автобусами і лінією легкорейкової залізниці O-Train. Лінія O-Train, введена в експлуатацію 2001 року, йде строго з півночі на південь і з'єднує райони Грінборо і Бейвью. Автобуси і O-Train перебувають у віданні OC Transpo — муніципальної транспортної компанії Оттави, створеної в 1973 році замість Оттавської транспортної комісії, що діяла з 1947 року. Усі транспортні засоби цієї компанії мають характерне червоне з білим забарвлення. Пересадка з автобуса на потяг і навпаки можлива по транзитному квитку. Система автобусних маршрутів Оттави частково інтегрована із автобусною мережею Гатіно. Для маршрутів, що обслуговують обидва міста, діють спеціальні транзитні квитки. Відсоток містян, які користуються громадським транспортом, постійно зростає з 1996 року і в 2005 році кожен житель Оттави користувався громадським транспортом у середньому 100 разів на рік.
На друге десятиліття XXI століття заплановане спорудження 12-кілометрової лінії легкорейкового транспорту, яка з'єднає центр Оттави зі східними районами міста, а також розвантажить міський центр від діючих в теперішній час автобусних маршрутів і скоротить забруднення повітря в Оттаві. Будівництво має розпочатися в 2013 році і завершитися в 2017 році. Міська влада планує збільшити відсоток мешканців міста, які користуються громадським транспортом, з 23 % до 30 % до 2031 року.
У місті діє кілька компаній таксі. Вартість ліцензії на 1 машину може перевищувати 100 000 доларів. Приватні перевезення заборонені, за винятком сільської місцевості, що входить у муніципальні межі, де дозволений такий підробіток на додаток до основного заняття.
Доставкою учнів у школи і зі шкіл займається Оттавське управління шкільного транспорту — консорціум, створений в 2007 році Шкільним управлінням Оттави-Карлтона та Управлінням католицьких шкіл. Управління шкільного транспорту пов'язане контрактами з низкою приватних автобусних компаній, які здійснюють безпосереднє розвезення школярів. Шкільні автобуси, на відміну від звичайного громадського транспорту, розфарбовані в жовтий і чорний колір.

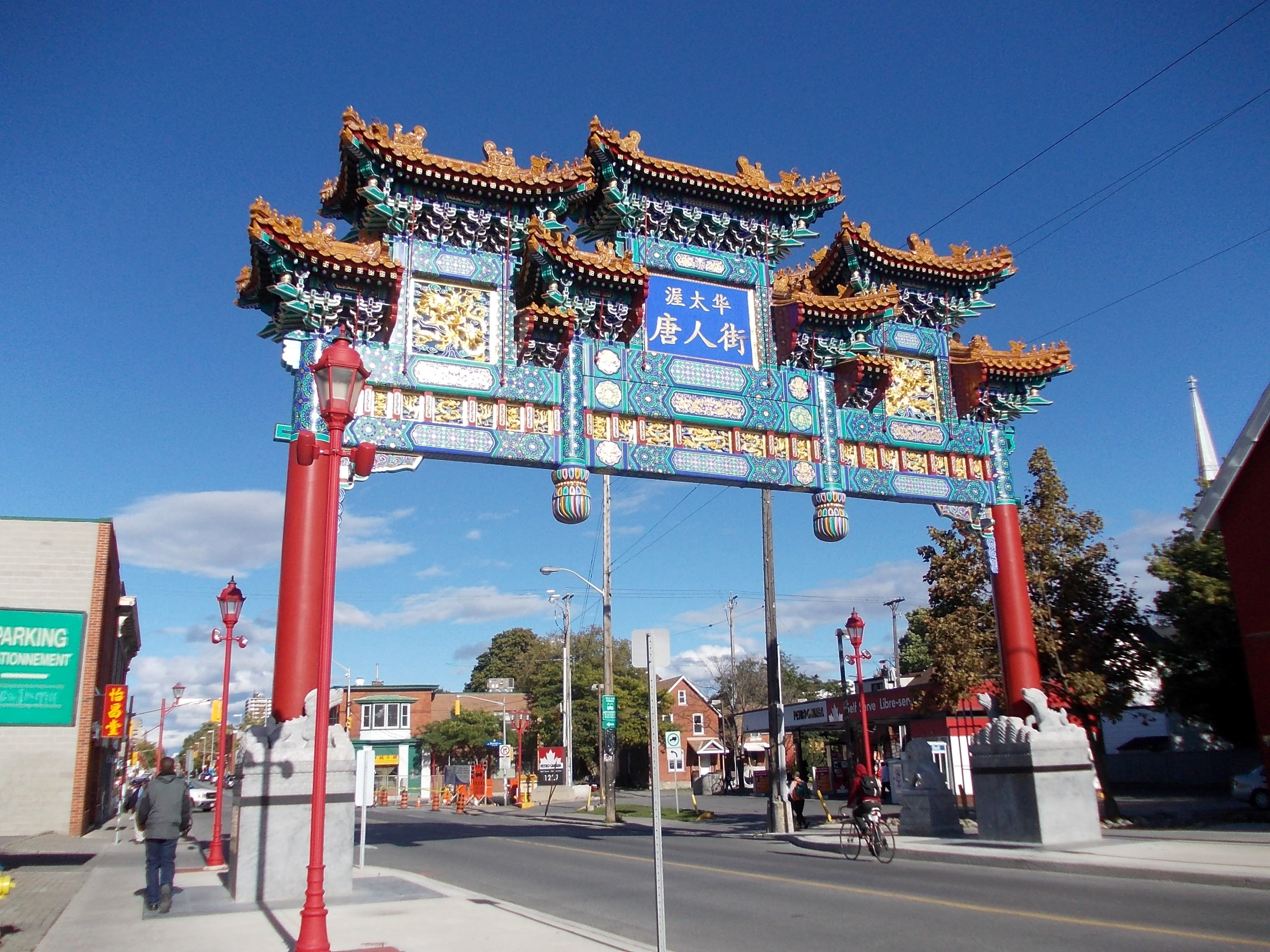
Брама Чайна-тауна

#### Автомобільний транспорт
За даними 2005 року в ранкові години пік 62 % жителів Оттави пересувалися на власних автомобілях, у той час як 21 % користувався громадським транспортом, 9 % йшли пішки, 2 % надали перевагу велосипеду і 6 % користувалися іншими засобами пересування. Хоча відсоток пасажирів громадського транспорту постійно зростав з 1996 року, кількість приватних автомобілів на родину збільшилась на 10 % між 1995 і 2005 роками.
Із заходу на схід через Оттаву проходить автомагістраль Квінсуей (Трансканадська автомагістраль 417—174). У західній частині міста в неї вливається автомагістраль 416 (також знана як автомагістраль Пам'яті ветеранів, англ. Veterans Memorial Highway). Загалом протяжність автодоріг в муніципальних межах становить більше 6000 кілометрів, з них 1600 кілометрів центральних магістралей і 4600 вулиць, під'їзних та допоміжних доріг. Міська адміністрація надає автомобілістам близько 2800 місць на автостоянках та близько 3800 місць платного паркування на вулицях. Ще близько 5400 місць надають стоянки при основних терміналах мережі OC Transpo (система «паркуйся і їдь автобусом» англ. Park and ride).
Висока завантаженість міських доріг і очікуване зростання обсягу автотранспорту обумовлюють плановане розширення системи автодоріг в Оттаві. До 2031 року заплановано відкриття нових мостів через річку Оттаву, що з'єднують Оттаву і Гатіно, зокрема з метою розвантаження від важких вантажівок центральної вулиці Кінг-Едвард-авеню та мосту Макдональда-Картьє. Також висловлюються думки щодо перетворення на автомобільний наразі нечинного залізничного мосту Принца Валлійського. Така доля вже спіткала міст Александри далекого 1966 року, коли той пропустив свій останній пасажирський потяг.

#### Залізничний транспорт і дальнє автобусне сполучення
До 1960-х років головний вокзал Оттави, станція «Юніон», розташовувався в центрі міста, неподалік від парламенту. У процесі генеральної реконструкції Оттави центр Оттави був очищений від залізничних колій, і нині[коли?] на місці колій, що йшли вздовж каналу Рідо, прокладено Шосе Полковника Бая.

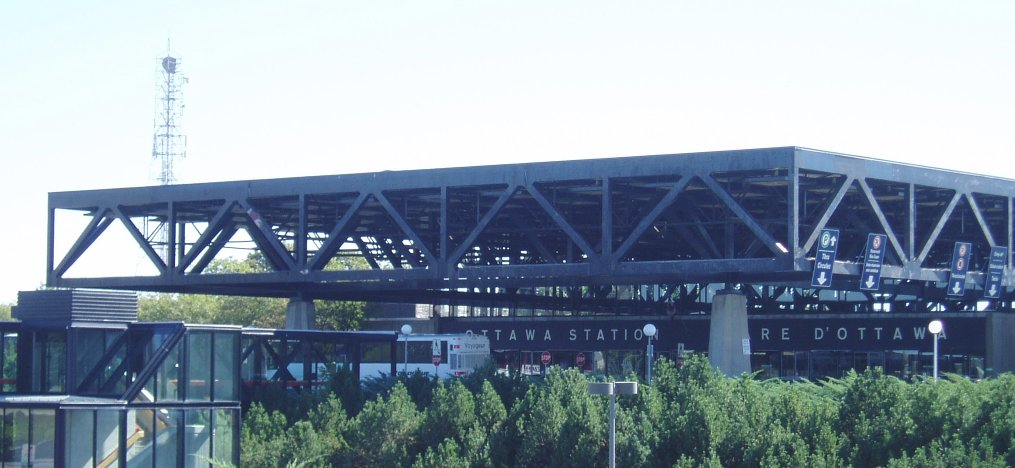
Оттавський залізничний вокзал

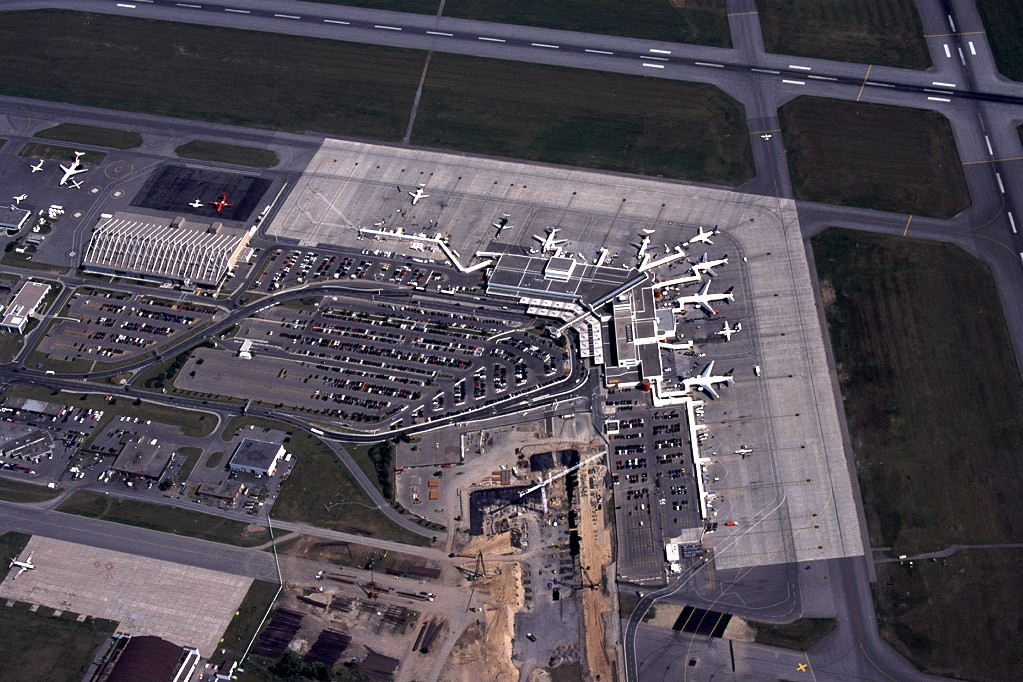
Аеропорт Макдональд-Картьє

Сучасний Оттавський вокзал, побудований в 1966 році за проєктом архітектора Джона Паркіна, розташований в трикутнику між Термінал-авеню, Белфаст-роуд і Трамбле-роуд, за чотири кілометри від центру міста. Залізничні колії йдуть паралельно автомагістралі 417. Вокзал обслуговує потяги компаній VIA Rail, Canadian National Railway (CN) і Canadian Pacific (CP), а також приймає автобуси деяких авіакомпаній. Будівля вокзалу була передовою для свого часу і в 1967 році отримала медаль Массі (тепер Премія генерал-губернатора в області архітектури), а в 2000 році була включена Королівським архітектурним інститутом Канади в список 500 найкращих архітектурних споруд в історії Канади.

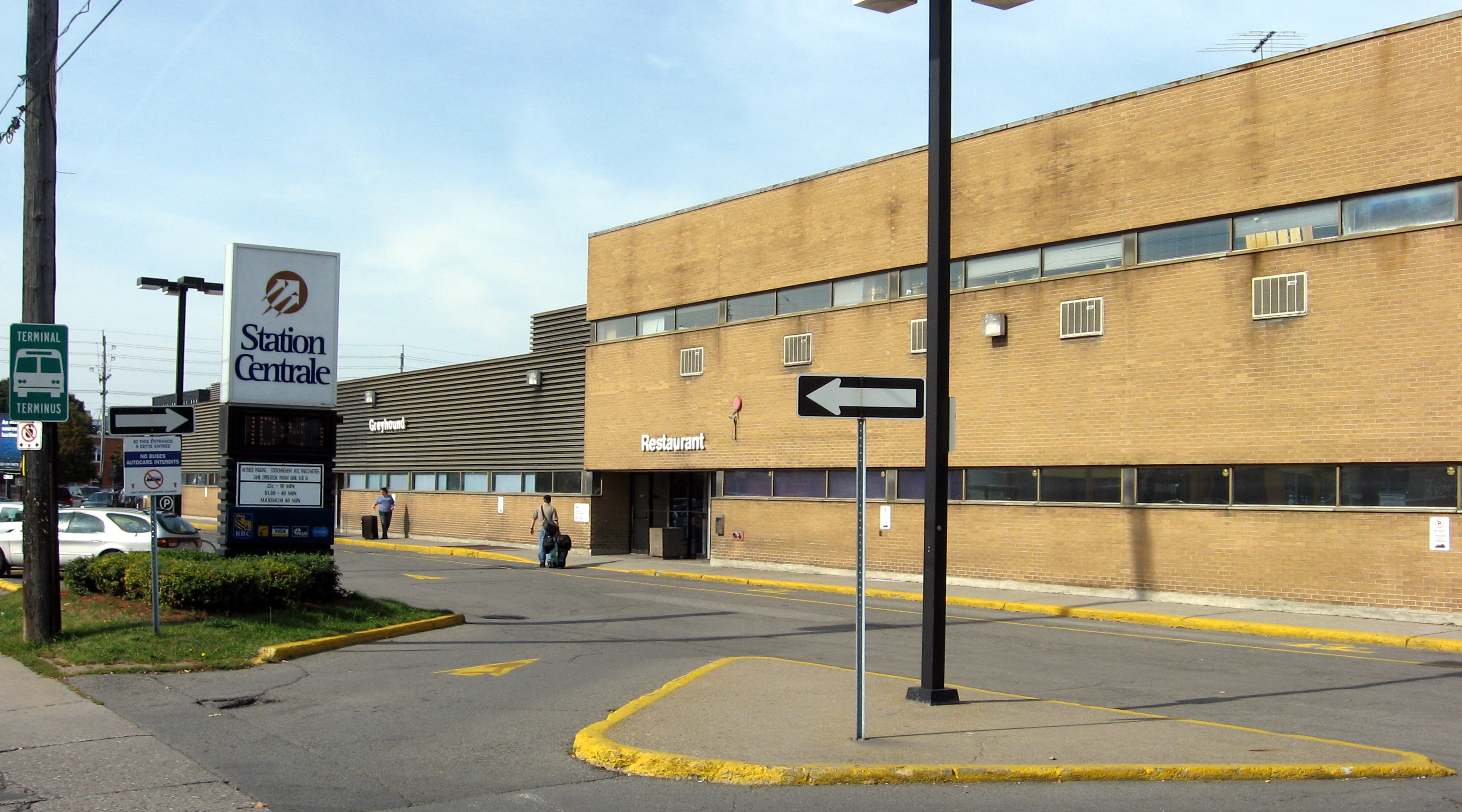
Оттавський автовокзал

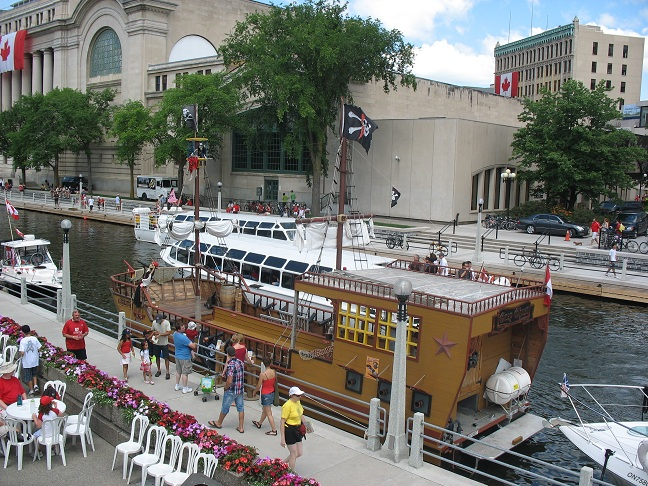
Круїзний корабель на каналі Рідо

Оттавський центральний автовокзал розташований в районі перетину Кент-стріт і автомагістралі Квінсуей. Приймає і відправляє міжміські автобуси в Монреаль, Торонто та інші міста. Автовокзал обслуговує переважно рейси автобусної компанії Greyhound Canada (в тому числі в Нью-Йорк і Сірак'юс) та її дочірньої квебекської мережі Voyageur.

#### Повітряний транспорт
Міжнародний аеропорт імені Макдональда-Картьє розташований за 10 км на південь від центру Оттави і діє з 1938 року (статус міжнародного присвоєно в 1964 році). Був раніше знаний як CFB Ottawa South (1972 до середини 1990-х) / CFB Uplands (1942 до середини 1990-х). Новий пасажирський термінал аеропорту відкрився у 2003 році. 2011 року аеропорт Макдональда-Картьє прийняв понад 4,5 мільйонів пасажирів, з них більше мільйона на міжнародних рейсах (включаючи США). У цьому ж році за результатами опитувань пасажирів Оттавський аеропорт посів перше місце в світі серед аеропортів, що обслуговують від двох до п'яти мільйонів пасажирів на рік.
Крім того, у різних районах Оттави і Національного столичного регіону налічується ряд невеликих аеропортів, два з яких (у Коропі і Гатіно) здатні приймати не тільки приватні, але й невеликі комерційні літаки. Аеропорт в Рокліффі надає площі для Канадського музею авіації та космосу.

#### Річковий транспорт
Хоча вже у 1820 році перша пароплавна лінія з'єднала Райтстаун і Гренвілль, судноплавство по річці Оттава і її притоках надалі було ускладнене через велику кількість порогів. Будівництво каналу Рідо і ряду дамб і шлюзів дозволило частково вирішити цю проблему. Протягом XX століття судноплавство по річці Оттава дедалі більше занепадало, особливо після закону 1970 року про заборону лісосплаву. Однак, у теперішній час на річці Оттава існують чартерні круїзи, а з 2011 року Оттаву і дві станції в Гатіно з'єднує річкове таксі. Влітку по каналу Рідо курсують прогулянкові катери.

#### Велосипедисти і пішоходи
Оттава — велосипедне місто. Міське планування вельми дружнє до пішоходів і велосипедистів. Існує велика кількість велосипедних і пішохідних доріжок. У віданні міської ради Оттави перебуває близько 1600 кілометрів тротуарів і 340 кілометрів велосипедних доріжок, прокладених вздовж проїжджої частини вулиць і доріг. Разом з тим, пішоходам категорично заборонено використовувати тротуари уздовж трас швидкісного автобуса (Transitway) — ці тротуари призначені тільки для службового використання.
В Оттаві і Гатіно з 2011 року функціонує мережа погодинної оренди велосипедів BiXi. Пробний проєкт 2009 року включав 50 велосипедів та чотири станції прокату, у травні 2011 року система стартувала офіційно зі 100 велосипедами і 10 станціями, а наступного року було додано 150 велосипедів і 15 нових станцій в Оттаві і Гатіно. Станції переважно зосереджені в центральних районах міста, з розрахунком на використання туристами, також продаються довгострокові абонементи. Крім цього, для туристів і любителів велоспорту прокладені спеціалізовані маршрути вздовж річок Оттава (31 кілометр) і Рідо і вздовж каналу Рідо, поряд з Центральною експериментальною фермою, озером Лімі в Галлі і в західній частині Зеленого поясу.

## Культура і суспільство

### Архітектура і парки

#### Пам'ятки архітектури
Як і більшість столиць Західної півкулі, Оттава — молоде місто і не має великої кількості архітектурних пам'яток. Найстаріша будівля в місті — Музей Байтауна, розташований у колишньому військовому складі 1826 року будівництва, біля нижніх шлюзів каналу Рідо. Історичну цінність представляють будинки середини XIX століття на Сент-Патрік-стріт, зі східного боку каналу. В їх число входять базиліка Нотр-Дам (1842—1863 років зведення, розпочата в стилі неокласицизму і пізніше добудована у стилі неоготики) та житлові будинки, що належали теслі і лікарю.

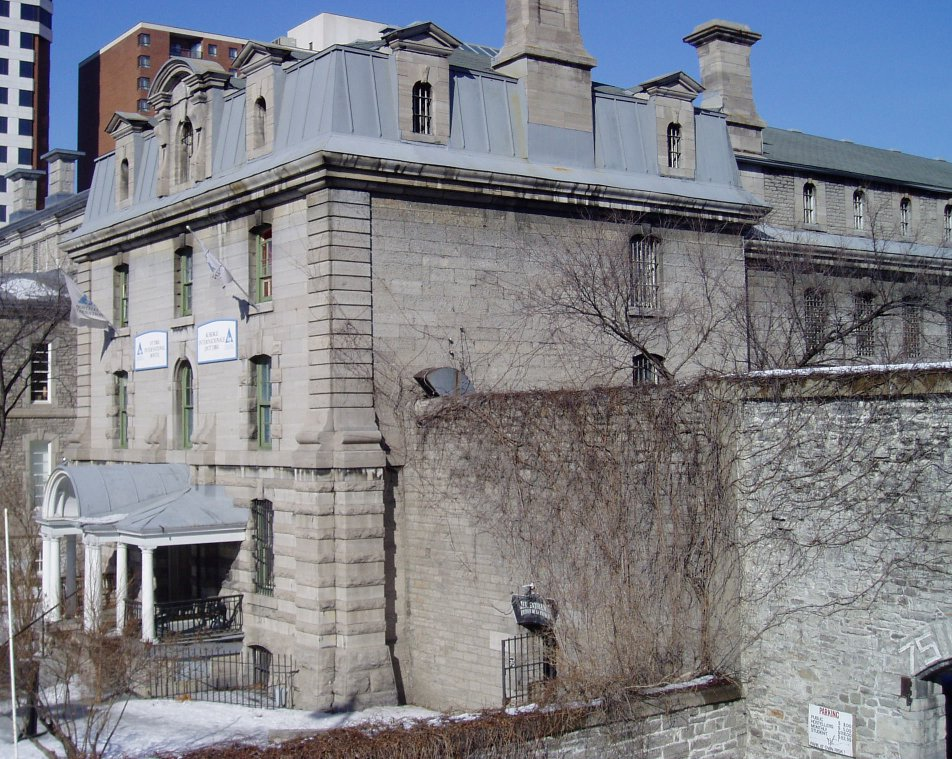
Стара Оттавська в'язниця (нині готель)

Низка старих будівель розташована в одному з перших районів Оттави Сенді-Хілл. Серед них будинки одного з батьків Канадської конфедерації Вільяма Макдугалла, мера Оттави Джорджа Байрона Лайона-Феллоуза і засновника Верховного суду Канади Телефора Фурньє, а також прем'єр-міністрів Канади Вільфреда Лор'є і Макензі Кінга.
Цікавими в історичному плані є кілька церков і соборів Оттави: неороманська церква Св. Бригіди (кінець XIX століття, нині Центр ірландсько-канадської спадщини), неоготична церква святого мученика Альбана (третя чверть XIX століття) і неоготична Об'єднана церква Святої Трійці в колишньому тауншипі Рідо. Популярний в XIX столітті в Канаді неоготичний стиль представлений також комплексом парламенту (архітектори Т. Фуллер, Ч. Джонс; згорів у 1916 році, збудований заново в 1919—1927 роках, архітектори Дж  Пірсон, О. Маршан).
До числа історичних пам'яток Оттави належать також корпус Ланжевена — резиденція прем'єр-міністра Канади (1880-ті роки, архітектор Томас Фуллер); перша в'язниця округу Карлтон, побудована в 1860-ті роки в італійському стилі, — нині тут розміщений молодіжний хостел; будівля Конфедерації, зведена в стилі Шато в першій третині XX століття на захід від парламенту.

#### Монументальна скульптура

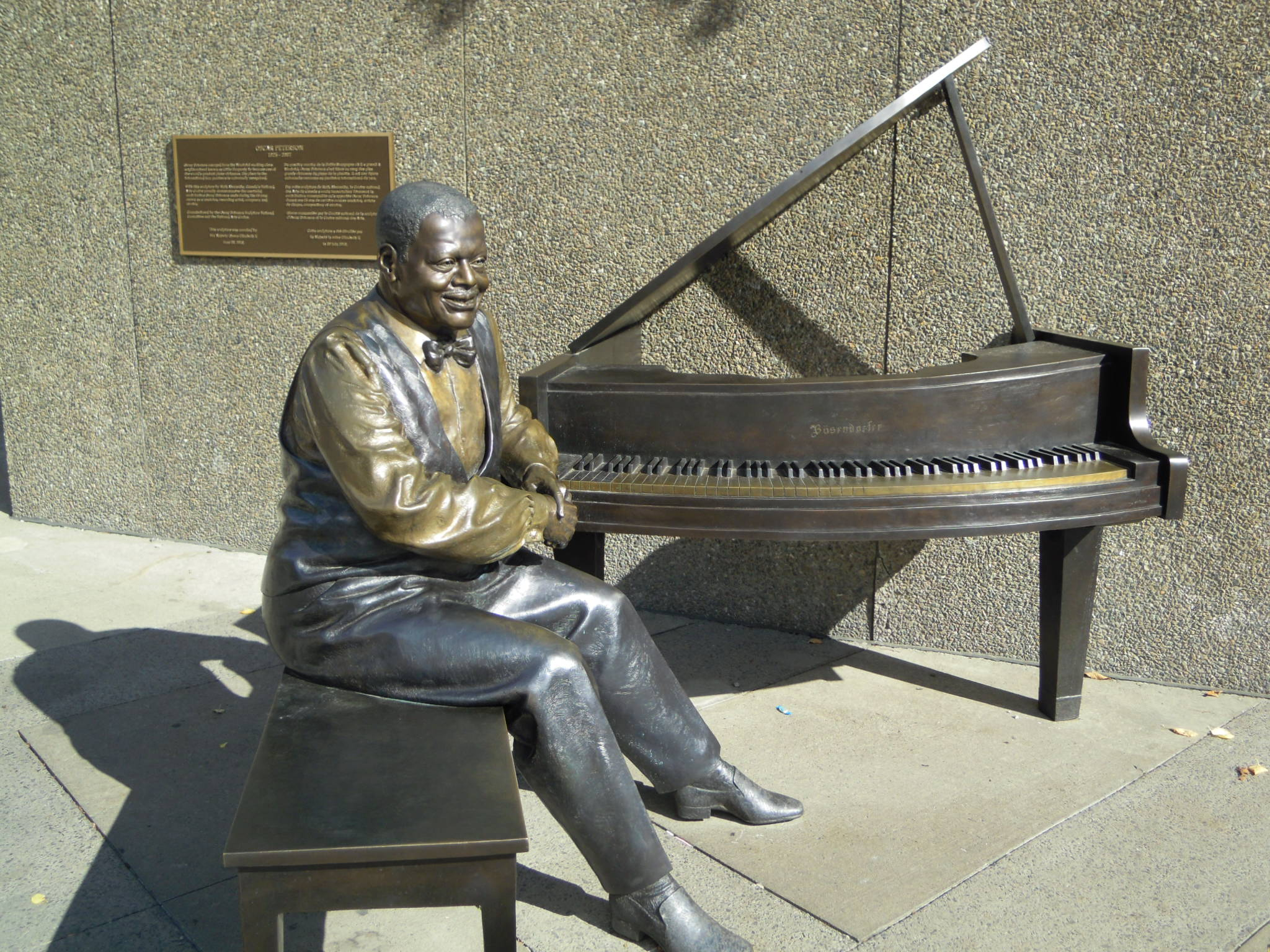
Пам'ятник Оскару Пітерсону біля Національного центра мистецтв, Елгін-стріт

Монументальна скульптура в Оттаві представлена у низці громадських парків, на площах і вулицях в центрі міста. Найбільш відомим твором монументальної скульптури є Національний військовий меморіал Канади, також знаний як «Відповідь» (англ. Response) і розташований на площі Конфедерації поруч з Парламентським пагорбом. Меморіал увічнює пам'ять канадців, полеглих на фронтах Першої та Другої світових воєн, а також Корейської війни. 2000 року частиною меморіального комплексу стала могила Невідомого Солдата, а в 2006 році в північній частині площі Конфедерації відкрився Меморіал доблесних (англ. Valiants Memorial), що увічнює пам'ять 14 осіб, які залишили слід у військовій історії Канади. У сусідньому парку Конфедерації розміщені пам'ятники бійцям-представникам корінних народів Канади, канадським добровольцям, загиблим в англо-бурській війні, і канадцям, загиблим у Корейській війні. Також можна відзначити меморіали поліції (на Парламентському пагорбі), Канадського королівського військово-морського флоту (на березі річки Оттави поруч з мостом Портаж), ВПС Британської співдружності, співробітників місій гуманітарної допомоги (обидва на Сассекс-драйв) і канадських миротворчих сил (поруч з парком Мейджорс-Хілл). 2012 року на Лебретон-Флетс відкрився національний меморіал пожежникам.
Комплекс пам'яток Парламентського пагорба, крім меморіалу поліції, включає статуї королев Вікторії і Єлизавети II, пам'ятники низці отців Канадської конфедерації і глав уряду Канади, а також статуї «Славетної п'ятірки» — діячок руху за права жінок.
У центрі Оттави розташований ряд інших пам'ятників і скульптурних композицій. У парку Мейджорс-Хілл встановлена статуя засновника міста, полковника Бая, а в Непін-Пойнті, поруч з Національною галереєю Канади, — пам'ятник першому губернатору Нової Франції Самюелю де Шамплену. У бронзі відображені відомий музикант Оскар Пітерсон (поруч із Національним центром мистецтв) і борець з раковими захворюваннями Террі Фокс. Одна з найвідоміших художніх скульптур Оттави — дев'ятиметровий павук «Матуся» (фр. Maman) — виставлена перед Національною галереєю Канади (див. ілюстрацію в розділі Музеї та художні галереї). Кілька інших відомих скульптурних композицій розташовані на Веллінгтон-стріт і на пішохідній Спаркс-стріт.
Пам'ятник Тарасові Шевченку в Оттаві був відкритий у 2011 році з нагоди відзначення 120 річниці українських поселень в Канаді. Він розташований на межі Бейслайн-роуд і Херон-роуд, поблизу каналу Рідо (який символічно нагадує Дніпро) і неподалік Собору св. Івана Хрестителя УГКЦ.

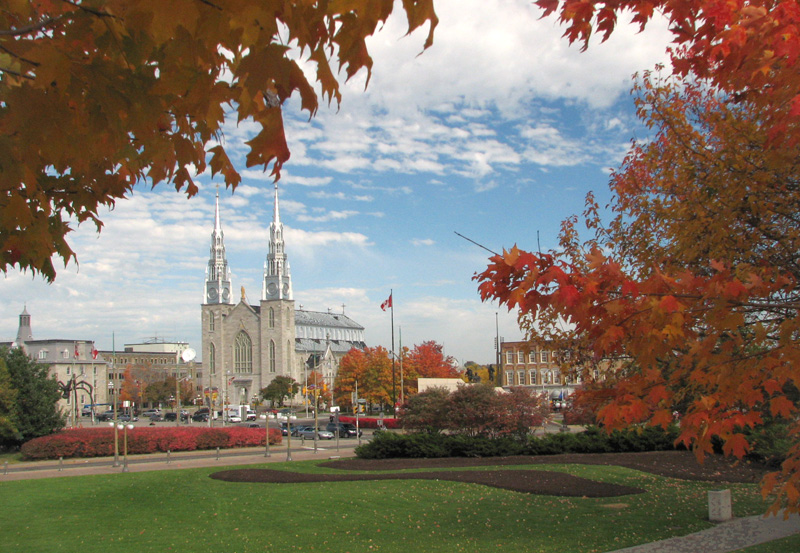
Осінь у парку Мейджорс-Хілл

#### Парки
В муніципальних межах Оттави розташовано понад 1000 парків і 650 відкритих зелених просторів (включно з полями для гри в бейсбол, крикет і футбол). Розміри парків варіюються, від «Зеленого поясу» — гігантської лісової території, що оточує місто, до зовсім невеликих місцевих скверів. Сайт Національної столичної комісії виділяє із загального числа парків парк Комісара з його клумбами тюльпанів; парк Конфедерації, парк Мейджорс-Гілл і Лебретон-Флетс — місця проведення великих святкових заходів на онтарійській стороні річки — і парк Жака Картьє, який виконує цю ж роль в Гатіно; природні і панорамні парки Гоґс-Бек, Рідо-Фолс і Непін-Пойнт, а також великі громадські парки — парк біля озера Лімі і парк Вінсента Массі.
2017 р. у передмісті Оттави, Камберленді, був заснований Заповідник та скульптурний парк Humanics, де зібрана колекція скульптур, які репрезентують світові релігії, міфології та етичні вчення, а також пов'язані з ними сюжети.

### Музеї та художні галереї

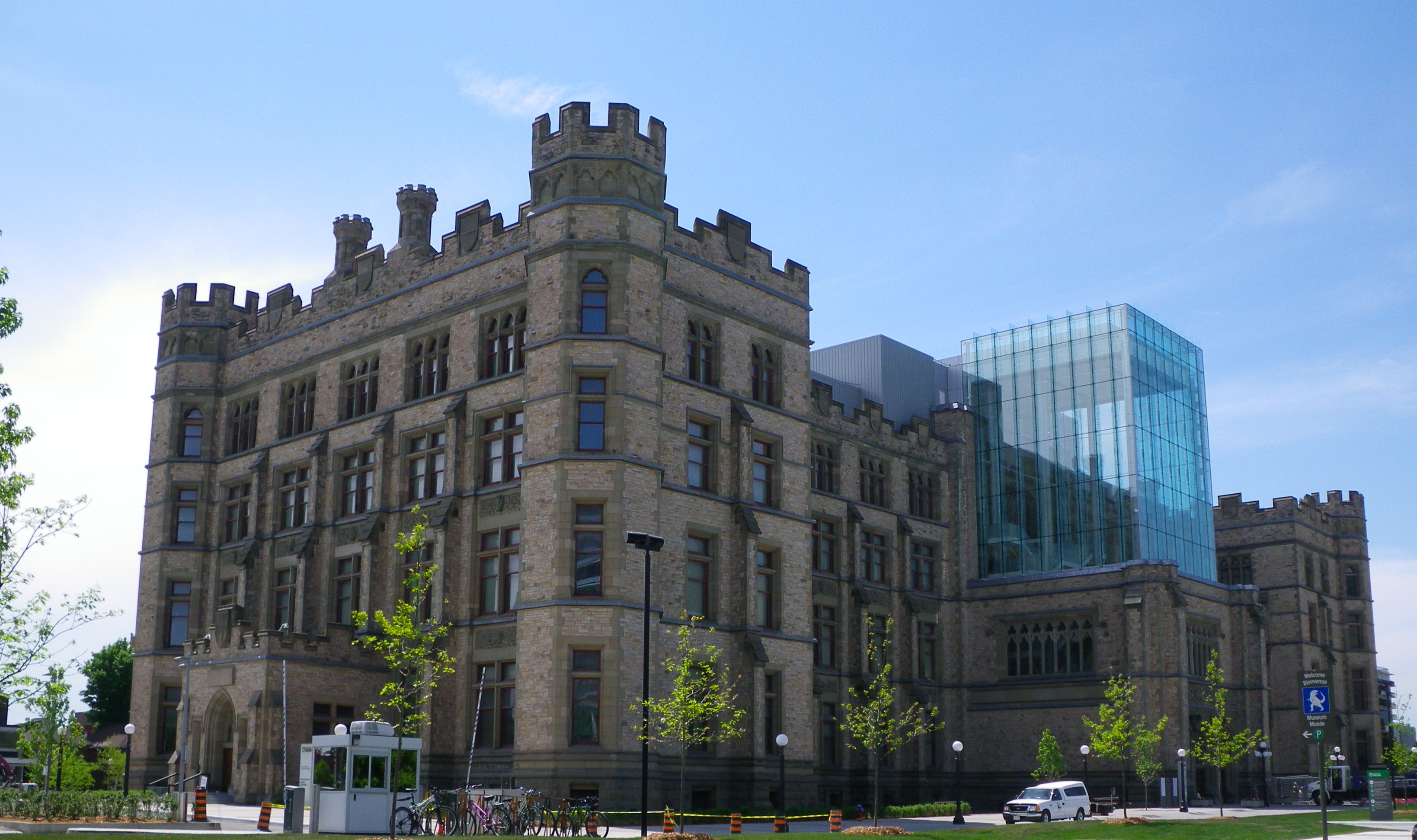
Канадський музей природи

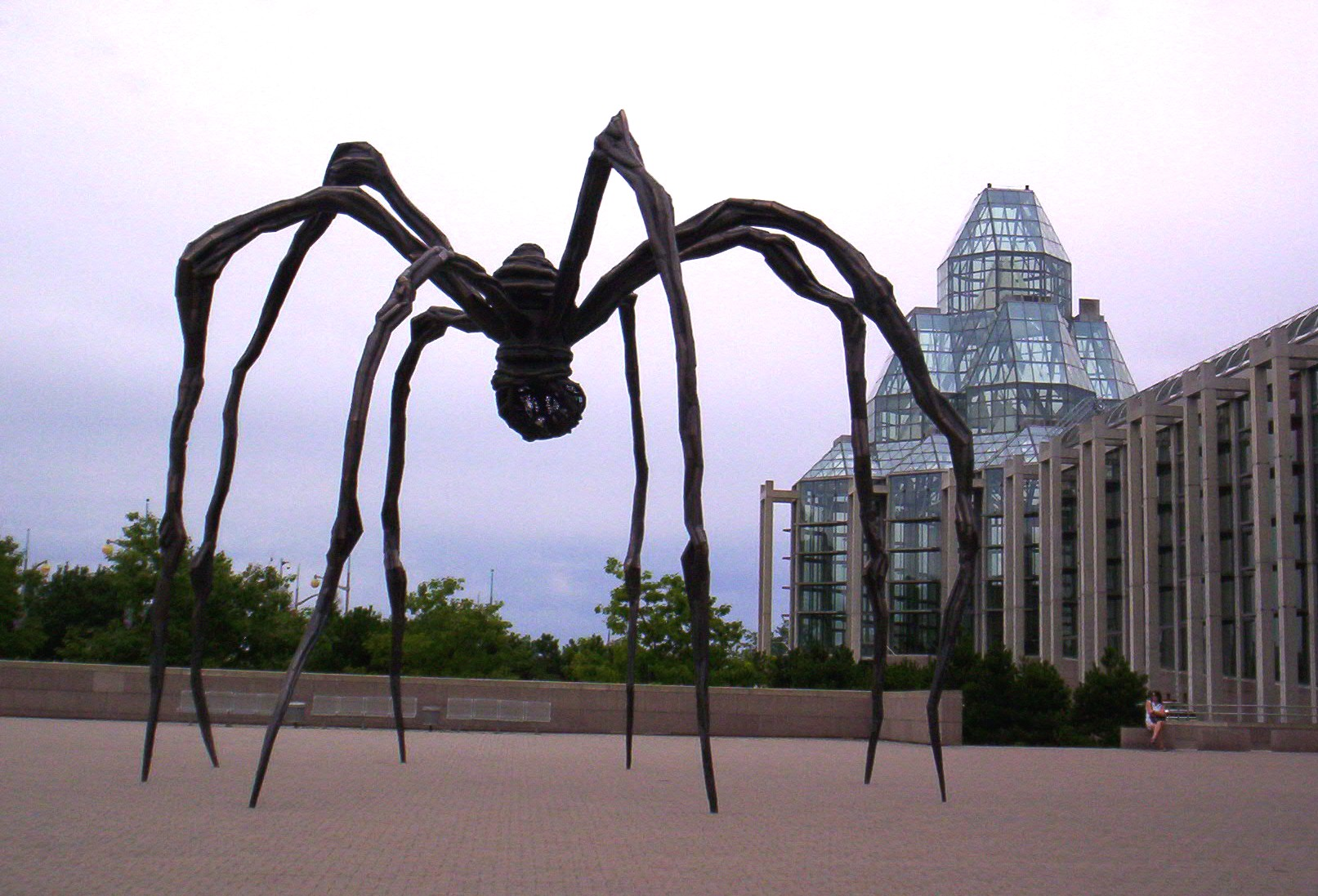
Скульптура «Матуся» перед Національною галереєю Канади

Офіційні сайти Національної столичної комісії і мерії Оттави включають в число національних музеїв, пропонованих для відвідування мешканцями міста і туристами:
- Канадський музей природи (побудований в 1905 році як Меморіальний музей Вікторії, архітектор Д. Юарт)
- Канадський військовий музей
- Канадський музей науки і технології
- Канадський музей сільського господарства
- Канадський музей авіації і космосу
- Національну галерею Канади з колекцією європейського та канадського мистецтва
- Канадський музей сучасної фотографії
- Музей валюти Банку Канади
- Королівський канадський монетний двір, що одночасно є музеєм
- Національний центр мистецтв, який також являє собою концертний і театральний комплекс

Канадський музей цивілізації, розташований в сусідньому Гатіно, також традиційно входить до системи музеїв Оттави. На території музею цивілізації розміщуються ще дві музейні експозиції національного рівня — Канадський музей пошти і Канадський дитячий музей. Спеціально для туристів передбачений сімейний квиток, який дає право на відвідування 9 музеїв (включаючи музеї цивілізації, природи, науки і технології, сільського господарства, авіації і космосу, військовий музей, Національну галерею, монетний двір і будинок-музей Вільфреда Лор'є) і 20-відсоткову знижку на відвідування Національного центру мистецтв протягом тижня. Вартість квитка на початку 2012 року становила 35 доларів на людину або 85 доларів на сім'ю. Постійні мешканці міста можуть замовити трьох- і семиденні безкоштовні абонементи на відвідування як національних музеїв, так і Музейної мережі Оттави через Публічну бібліотеку Оттави.
Окремий інтерес становлять місцеві музеї, об'єднані під егідою Музейної мережі Оттави. В їх число входять Музей Байтауна, розташований біля нижніх шлюзів каналу Рідо в будинку, побудованому Томасом Маккеєм; музей-садиба Біллінгса — найстаріший збережений житловий будинок Оттави; садиба Пініс-Пойнт датована першою чвертю XIX століття на березі річки Оттави на захід від центру міста; «Діфенбункер» — музей холодної війни, колишній урядовий підземний притулок в передмісті Оттави Карпі; парк-музей Ваньє з єдиною в Північній Америці міською плантацією цукрових кленів; побудований в 60-ті роки XIX століття млин Вотсона на річці Рідо в південному районі Манотік; та інші об'єкти. Ще одним об'єктом, рекомендованим на сайті Національної столичної комісії, є будинок-музей десятого прем'єр-міністра Канади Маккензі Кінга, розташований у глибині парку Гатіно.

### Театри і концертні зали
Головним театральним і концертним майданчиком Оттави з 1969 року є Національний центр мистецтв. Головний зал комплексу — Саутхем-хол — розрахований на більш ніж 2300 глядачів, а театральний зал має 897 глядацьких місць. На сценах Національного центру мистецтв проводять свої сезони англійський і французький драматичний театри, театр балету і симфонічний Оркестр Національного центру мистецтв, який з 1998 року очолює відомий музикант Пінхас Цукерман. Крім цього, центр надає свої сцени для постановок вар'єте і бродвейських мюзиклів, а також фестивальних заходів. У Національному центрі мистецтв також ставить свої спектаклі оттавська оперна трупа «Опера Ліра».

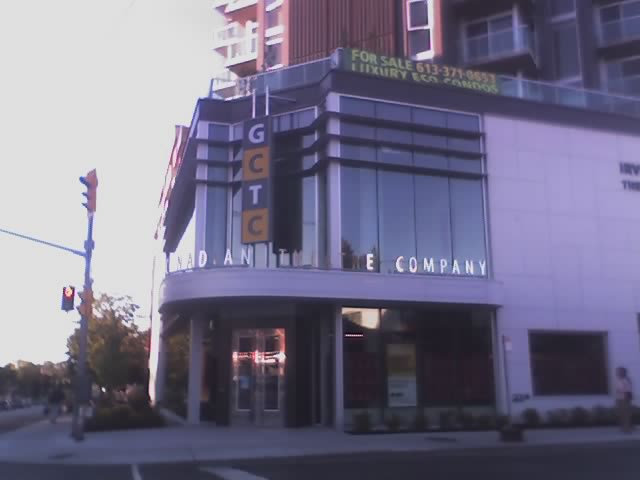
Театральний центр Ірвінга Грінберга

До числа популярних драматичних театрів Оттави належать:
- Оттавський Малий театр (англ. Ottawa Little Theatre) — найстаріша театральна трупа Канади, що діє з 1913 року. Аматорська трупа театру на рік (з вересня по травень) ставить вісім спектаклів, кожен з яких витримує 18 постановок; в літній сезон зал театру на 510 глядацьких місць віддається під постановки мюзиклів. Під егідою Малого театру проходить популярний канадський конкурс драматургів, у якому беруть участь одноактні п'єси[146].
- Велика Канадська театральна трупа (англ. Great Canadian Theatre Company) була заснована в 1975 році студентами та викладачами Карлтонського університету. З 2007 року постійно виступає в Театральному центрі Ірвінга Грінберга в Оттавському районі Хінтонберг (262 глядацьких місця)[147].

Серед інших концертних та театральних майданчиків: спортивний комплекс «Скошіабанк-плейс», де проходять найбільші шоу, Сентерпойнтський театр в Непіні місткістю близько 1000 глядацьких місць і Театр мерії Камберленда. Офіційний міський культурний центр Arts Court, розташований в центрі міста в старій будівлі суду, надає приміщення театру, міській картинній галереї, танцювальним і музичним студіям, включаючи провідний міський колектив сучасного танцю Le Groupe Dance Lab. Театр Канати грає в Будинку драми Рона Маслина (англ. Ron Maslin Playhouse), а сцену центру франкомовного театрального мистецтва в Оттаві La Nouvelle Scène, розташованого в районі ринку Байворд, ділять чотири театральних трупи. Гладстонський театр, який займає колишнє приміщення Великої Канадської театральної трупи, відкрився в 2008 році. У сезоні 2011/2012 року в Гладстонському театрі силами трьох труп було представлено вісім різних п'єс.
Менш офіційні музичні майданчики, що надають сцену рок-гуртам і джаз-бендам, включають численні клуби, ресторани і паби в Нижньому місті. Департамент туризму Оттави виділяє з їх числа розташовані в районі ринку Байворд Fat Tuesday's, де проходять фортепіанні «поєдинки», і Zaphod Beeblebrox, а також Barrymore's Music Hall на Бенк-стріт. Також в число рекомендованих місць, де проходять «живі» концерти, включаються Le Petit Chicago і Café aux 4 jeudis на Променад-дю-Портаж на квебекській стороні річки. З 2003 року в Оттаві з'явився цілий ряд успішних авторів і виконавців, у числі яких лауреати «Джуно» за найкращий блюзовий альбом MonkeyJunk і популярний кантрі-гурт Fiftymen. Проте розвиток місцевої музики ускладнює той факт, що більшість клубів не зацікавлені у виконавцях і колективах-початківцях, а багато з них зовсім відмовилися від живої музики.

### Бібліотеки

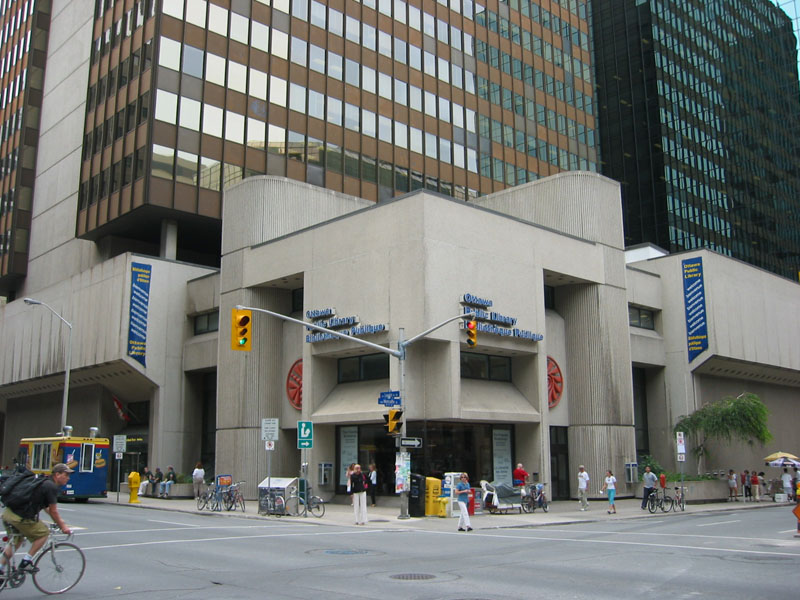
Головна будівля Оттавської публічної бібліотеки

Публічна бібліотека Оттави, заснована в 1906 році на пожертвування американського філантропа Ендрю Карнегі, пропонує читачам матеріали державними мовами Канади та іншими мовами. Бібліотека, у зібранні якої 2,4 мільйони книг та інших носіїв інформації, надає послуги в більш ніж 30 відділеннях по всьому місту. Крім постійних філій, у розпорядженні публічної бібліотеки є два автобуси-«книгомобіля» (англ. bookmobile), які обслуговують більше 20 районів по всьому місту. Кожен такий район відвідується раз на тиждень. Автобуси доставляють читачам замовлені через Інтернет матеріали, а також пропонують власні колекції книг, журналів, аудіо- та відеоматеріалів. Читачі можуть брати і здавати книги в будь-якому з відділень. Інтернет-сайт бібліотеки також надає можливість прямого скачування електронних книг, аудіокниг і музики. У бібліотеці будь-який читач може отримати картку, що дозволяє використовувати фонди ряду наукових бібліотек (зокрема, Оттавського університету), проте така картка видається не автоматично, а лише за запитом читача. Клієнти бібліотеки, що постійно проживають в Оттаві та передмістях, можуть також замовити через неї безкоштовні абонементи до більшості міських музеїв і галерей Оттави-Гатіно, у музеї сусіднього округу Ренфрю, а взимку також в лижні клуби Оттави і Гатіно.
Окрім Публічної бібліотеки Оттави, у місті діють:
- Парламентська бібліотека на Парламентському пагорбі;
- Національна Бібліотека та архів Канади, колекції документів яких відкриті як для дослідників, так і для широкого загалу[157];
- бібліотека Національної науково-дослідної ради Канади[158];
- бібліотеки ВНЗ і середніх навчальних закладів.

### Фестивалі

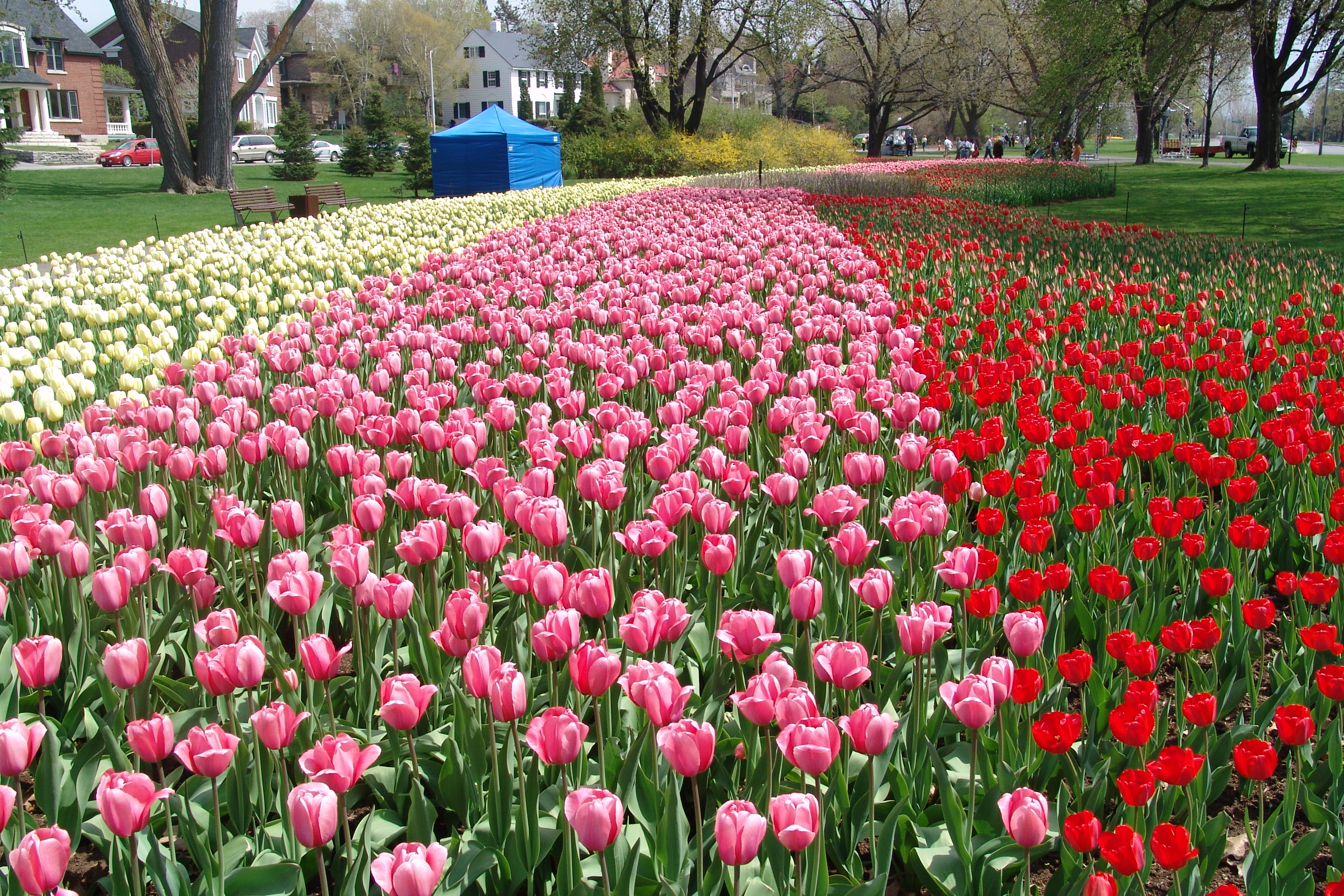
Фестиваль тюльпанів на озері Доу

Оттава, як столиця Канади, з часом стала місцем проведення низки великих національних і міжнародних культурних фестивалів і заходів. Вже протягом 60 років в Оттаві в середині травня проводиться Канадський фестиваль тюльпанів. Ця традиція була заснована у 1945 році, коли спадкоємиця престолу Нідерландів принцеса Юліана передала у дарунок канадській столиці сто тисяч цибулин тюльпанів на подяку за притулок, наданий в роки Другої світової війни. Нині в рамках фестивалю висаджується понад мільйон цибулин тюльпанів 50 сортів, з яких 300 тисяч — в Парку комісара, поряд з озером Доу. З 1976 року в Оттаві проходить Міжнародний фестиваль анімаційного кіно — другий за розмахом в світі, а раз на два роки проводиться Канадський фестиваль танцю.

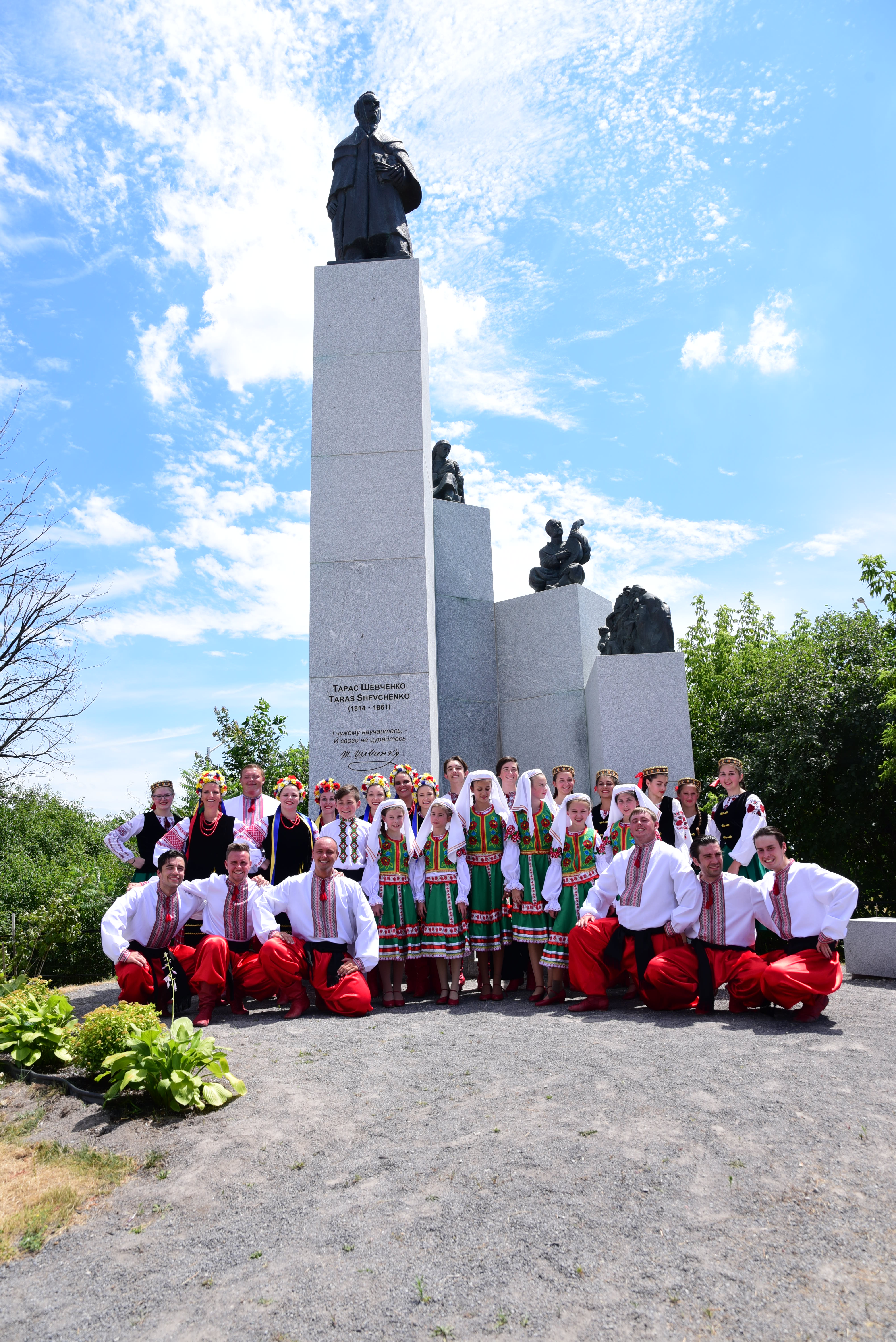
Учасники українського фестивалю в Оттаві 2018

У літній сезон в місті проходять Міжнародний фестиваль джазу (вперше проведений в 1980 році), Оттавський Блюфест (фестиваль блюзу), Міжнародний фестиваль камерної музики — найбільший у світі камерний фестиваль, що триває два тижні і включає 120 концертів, і Оттавський фестиваль фолк-музики (всі три проходять з 1994 року). З 2008 року в Оттаві проводиться Фестиваль каналу Рідо, присвячений цьому об'єкту Світової спадщини ЮНЕСКО. Серед літніх фестивалів в Національному столичному регіоні є також два великих фестивалі в Гатіно — фестиваль феєрверків «Звуки світла», що традиційно проходить в казино Лак-Лімі, і фестиваль монгольф'єрів, що проводиться щорічно з 1988 року і випадає на останні дні серпня та перший вікенд вересня.
Ключовою подією зимового сезону в Оттаві вважається Вінтерлюдія — фестиваль, що проходить у другій половині зими (зазвичай в перші три вікенди лютого) в районі каналу Рідо, який на цей час перетворюється на одну із найдовших у світі природних ковзанок, і в парку Жака Картьє в Гатіно. Вінтерлюдія проводиться з 1979 року під егідою Національної столичної комісії і включає конкурси снігових і крижаних скульптур і найбільший на Північноамериканському континенті зимовий парк розваг.

### Засоби масової інформації
Газети, що виходять в Оттаві, поширюються на території всієї Національної столичної області. Найбільшими щоденними газетами Оттави-Гатіно є англомовні The Ottawa Citizen і The Ottawa Sun і франкомовна Le Droit. Також в місті поширюються безкоштовні газети Metro і 24 Hours. Тижневики і щомісячники, що виходять в Національній столичній області, включають:
- Діловий Ottawa Business Journal
- The Hill Times, яка висвітлює діяльність парламенту і уряду та інші політичні теми
- Ottawa XPress (видавалась з травня 1993 до травня 2012 року[167])
- Capital Xtra! (газета місцевої ЛГБТ-громади)
- місцеві версії Voir (тижневик франкомовних регіонів Канади) і The Epoch Times (англомовна газета китайських громад в Північній Америці). Інші іммігрантські видання в Оттаві виходять арабською, північнокитайською, перською та італійською мовами[79]

Окремі видання виходять на районному рівні, свої газети також випускають Оттавський університет, Карлтонський університет і Алгонкін-коледж. В Оттаві розташовані представництва низки загальнонаціональних видань.
В Оттаві розташовані телевізійна студія CTV Ottawa і студія місцевих новин CBC, а також офіси більш ніж 35 радіостанцій, які транслюють місцеві новини, музику, спортивні репортажі та розмовні шоу. Свої радіостанції, як і газети, мають три найбільших ВНЗ міста, кілька станцій ведуть трансляції французькою мовою, інші передають музику певних стилів (джаз, ретро, етнічну).

### Спорт

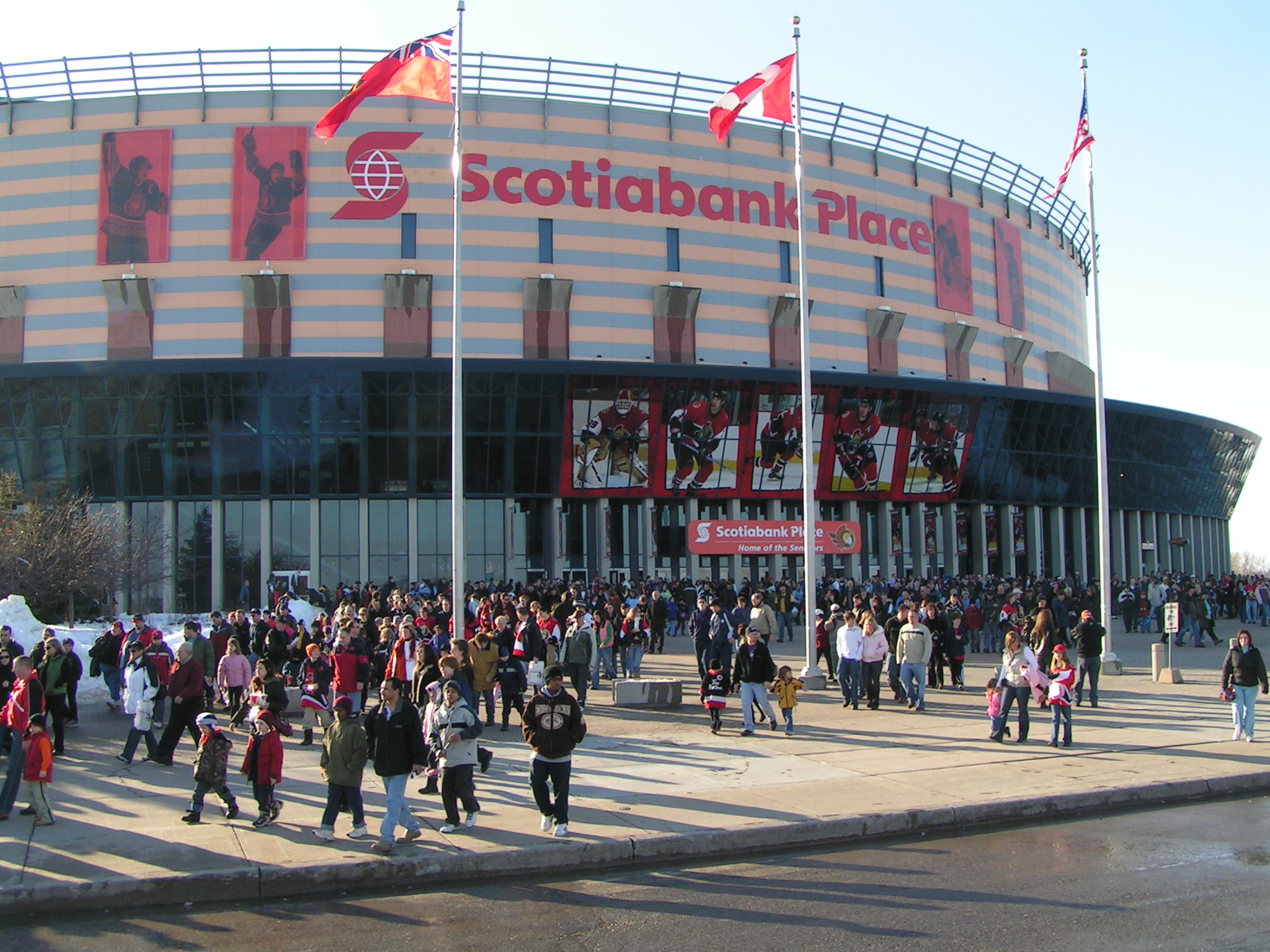
Хокейна арена «Скошіабанк Плейс», у котрій відбуваються хокейні зустрічі із місцевою командою «Оттава Сенаторс»

Найбільш розвиненим видом спорту в Оттаві є хокей з шайбою. Команда «Оттава Сенаторз» 11 разів вигравала Кубок Стенлі — найпрестижніший приз у професійному хокеї — з 1903 по 1927 рік, перш ніж збанкрутувати в 1934 році. Хокейний клуб був відроджений у 1992 році, і відтоді його найкращим досягненням був вихід у фінал Кубка Стенлі 2007 року. Власником клубу є канадський бізнесмен-україноканадець Юджин Мельник. Оттавські клуби також брали участь у двох сезонах Всесвітньої хокейної асоціації. З аматорських клубів Оттави найбільш сильними є «Оттава Сікст Севенс» і «Гатіно Олімпікс», що представляє місто-супутник Гатіно. Обидва клуби входять до складу Канадської хокейної ліги (КХЛ). «Сікст Севенс» — дворазові володарі Меморіального кубка, основного трофея КХЛ. Найбільша льодова арена Оттави — спорткомплекс «Скошіабанк Плейс», відкритий у 1996 році, приймав молодіжний чемпіонат світу 2009 року разом з другим за розміром льодовим палацом канадської столиці — «Сівік Сентр». У «Сівік Сентр» проходив також перший чемпіонат світу з хокею серед жінок.
Клуб «Оттава Раф Райдерс» представляв національну столицю в турнірах з канадського футболу протягом понад сто років — з 1876 по 1996 рік. За час існування «Раф Райдерс» дев'ять разів ставали володарями Кубка Грея — головного трофея в канадському футболі (в останній раз у 1976 році). Ще один клуб, «Оттава Ренегейдс», представляв столицю в Канадській футбольній лізі з 2002 по 2006 рік. Ці команди виступали на найбільшому відкритому стадіоні міста — «Франк Клер», який також приймав матчі молодіжного чемпіонату світу з футболу 2007 року.

## Соціальна сфера

### Наука і освіта

#### Вища і професійно-технічна освіта

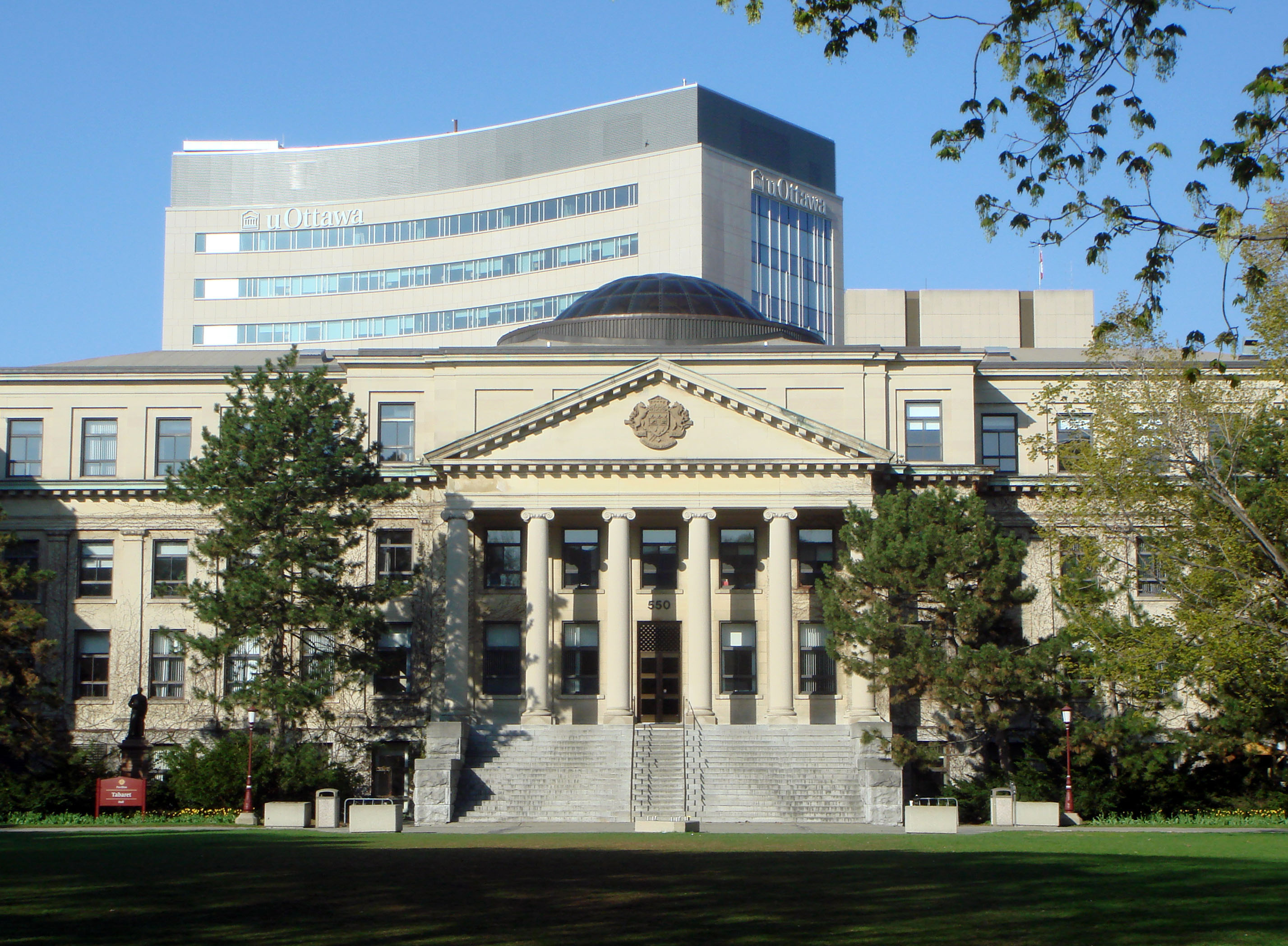
Корпус Табаре (Tabaret Hall) Оттавського університету

Відсоток населення у віці від 25 до 64 років з вищою освітою в Оттаві істотно вище, ніж в цілому в провінції Онтаріо. Цьому сприяє не тільки столичний статус як такий, що привертає освічених державних службовців та працівників сектору високих технологій, але й розвинена система вищої і спеціальної освіти. В Оттаві розташовані три університети:
- Оттавський університет, заснований в 1848 році як Байтаунський коледж, на початку XXI століття заклад пропонує більше 300 навчальних програм на десяти факультетах і є провідним двомовним університетом Північної Америки[177];
- Карлтонський університет, заснований в 1942 році, надає понад 200 навчальних програм на 47 відділеннях, у тому числі в галузях інженерії, високих технологій, міжнародних відносин, кінематографії та журналістики[177];
- католицький Університет Святого Павла, виділений в 1965 році зі складу Оттавського університету та складається з чотирьох факультетів — канонічного права, філософського, гуманітарного і теологічного[178].

Післяшкільну професійну освіту надають кілька коледжів, серед яких перше місце займає Алгонкін-коледж. В цьому коледжі найбагатший вибір курсів серед усіх коледжів Онтаріо, і його студенти можуть отримати більше ста різних спеціальностей. Також в Оттаві є найбільший в Онтаріо франкомовний коледж, де ведеться викладання з 70 спеціальностей, включаючи медичні та технологічні професії, а також спеціальності в сферах туристичного сервісу, менеджменту, засобів зв'язку і масової інформації. В університетах і коледжах Оттави проходять навчання студенти з більш ніж ста країн світу.

#### Науково-дослідницькі установи
В Оттаві розташовується Національна науково-дослідна рада Канади — центральне канадське відомство наукових досліджень і розробок. В цілому діяльність ради орієнтована на запити ринку і зв'язок між дослідницьким лабораторіями та споживачем. Також в Оттаві, на Сомерсет-стріт, знаходиться штаб-квартира Королівського канадського товариства, під егідою якого об'єднані Академії наук і мистецтв Канади, представлені більш ніж 2000 членами. Зі спеціалізованих науково-дослідних інститутів і організацій, розташованих у канадській столиці, можуть бути відзначені Канадська корпорація атомної енергії (англ. Atomic Energy of Canada Limited); Агентство оборонних досліджень і технологій; Канадська полярна комісія; Геологічна служба Канади; Центральна експериментальна ферма; Дослідницький інститут Оттавської лікарні (асоційований також з Оттавським університетом); та інші інститути Оттавського і Карлтонського університетів.

#### Шкільна освіта

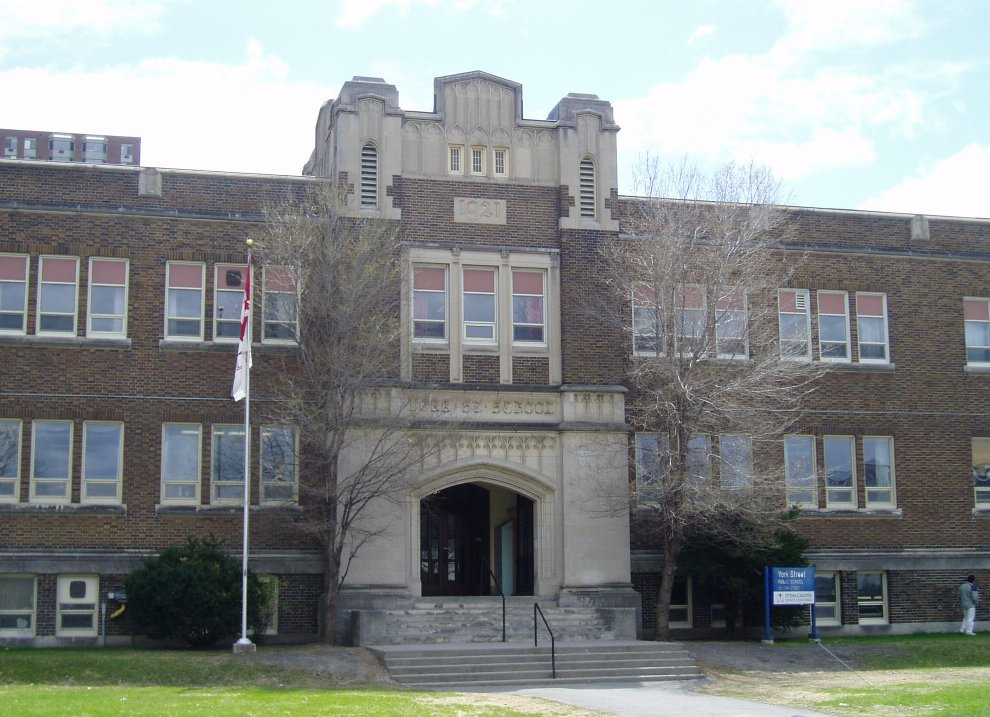
Публічна школа на Йорк-стріт.

У 1886 році система публічних шкіл Оттави включала тільки дві середніх школи і кілька початкових. У наступні два десятиліття нові школи практично не будувалися, а замість цього добудовувалися старі. Стан справ змінився з прийняттям у 1921 році провінційного закону про обов'язкову шкільну освіту до досягнення 16-річного віку; в наступне після ухвалення цього закону десятиліття число учнів в школах Онтаріо зросло на 26 %, а загальне число дітей шкільного віку збільшилося тільки на 18 %. Приплив нових учнів призвів до того, що наявних приміщень виявилося замало і була побудована низка нових шкіл; багато з цих шкіл, побудованих в характерній для того періоду манері, працюють донині. До 1927 року було побудовано навіть більше шкіл, ніж було потрібно, а в наступний період Великої депресії подальше розширення навчального комплексу було заморожене. Між 1925 і 1935 роками в Оттаві відбулося навіть деяке скорочення числа публічних шкіл, і тільки в післявоєнні роки система знову почала розширюватися — спочатку за рахунок включення в муніципальні межі Оттави сусідніх містечок і селищ в 1949 році, коли число шкіл і учнів практично подвоїлося, а потім як результат демографічного вибуху 50-х і 60-х років. У підсумку до 1969 року в Оттаві налічувалося 53 публічних школи (середніх, початкових і перехідних), у яких близько півтори тисячі педагогів працювали з 26 тисячами учнів. Зростання числа учнів і шкіл продовжувався і надалі; крім природного приросту населення, важливим чинником стало адміністративне об'єднання Оттави і 10 навколишніх муніципалітетів у 2001 році.
На початку XXI століття всі діти в Оттаві, як і по всій провінції Онтаріо, зобов'язані відвідувати школу з 6 до 18 років. Всі школи формально поділяються за рівнем навчання на елементарні (початкові, 1-8 класи, вік 6-13 років) і старші (9-12 класи, вік 13-18 років). Крім цього, при елементарних школах діють дві групи дитячого садка — молодша і старша — для дітей віком 4 та 5 років. Крім того, школи поділяються на франкомовні і англомовні. Однак, в англомовних школах в обов'язковому порядку з 1 класу вивчається французька мова (базова програма — 100 хвилин на тиждень у дитячому садку та 200 з 1-го по 8-й клас; програма «раннього занурення у французьку мову» — навчання повністю французькою мовою в першому класі з поступовим переходом на англійську до старших класів), а у франкомовних — англійська.
Школи в Оттаві перебувають у віданні 4 органів: Шкільного управління Оттави-Карлтона (43000 учнів у початкових і 25 тисяч в старших школах), Управління публічних франкофонних шкіл Східного Онтаріо (12 400 учнів в 38 школах), англо- і франкомовного Управлінь католицьких шкіл (відповідно 81 і 46 шкіл з 41 і 17 тисячами учнів). Крім того, у місті діє ряд приватних шкіл; діапазон річної плати за навчання в більшості приватних шкіл Оттави — від 8 до 20 тисяч доларів. Виняток становлять, з одного боку, Canada eSchool (плата 450 доларів за кожен предмет, навчання онлайн) і Fern Hill School (річна оплата починаючи з 2800 доларів), а з іншого — Коледж Ешбері, де річна оплата варіюється від 20 до 48 тисяч доларів в залежності від режиму навчання. Кілька общинних (головним чином ісламських) шкіл отримують невелику державну підтримку, але в цілому існують за рахунок підтримки громади і відносно невисокою плати за навчання (близько 300—400 доларів на місяць). 2009 року одна з них — початкова мусульманська школа Abraar School — входила в 6 % найкращих шкіл Онтаріо.
В Оттаві діє англомовна вища школа для дорослих (англ. Adult High School), що дозволяє охочим завершити середню освіту англійською мовою, і франкомовна школа Le Carrefour для дорослих (фр. École des adultes Le Carrefour), крім диплома про середню освіту дає випускникам атестат про оволодіння французькою як другою основною мовою.

### Охорона здоров'я та медицина
З моменту свого виникнення Байтаун, а потім Оттава пережили кілька епідемій різного масштабу і тяжкості. Це відбувалося як в XIX столітті, коли завезений по річках і каналу Рідо тиф змусив об'єднатися в боротьбі з ним католицьких Сірих сестер і протестантів, які заснували в 1847 році першу постійну лікарню міста, а пізніше за чотири роки в місто двічі приходила віспа, так і в наступному столітті. Найбільшою епідемією, частиною всесвітньої пандемії, стала епідемія грипу в 1918 році, і після неї централізована система охорони здоров'я, що знаходилася в муніципальному віданні, вже успішно справлялася з новими сплесками інфекційних захворювань. На рубежі століть в Оттаві почали функціонувати пологовий будинок і кілька лікарень, призначених для боротьби з такими хворобами, як віспа та дифтерія; згодом багато з них об'єдналися у більш великі лікувальні центри, що розпоряджаються великими можливостями і ресурсами.
На початку XXI століття постійні жителі провінції Онтаріо, у тому числі Оттави, мають право на провінційну медичну страховку — OntarionHealth Insurance Plan, OHIP. Аналогічна система існує в Квебеку (Régie de l'assurance maladie du Québec, RAMQ), і в число її клієнтів входять жителі населених пунктів Національної столичної області на північ від річки Оттави. Обидві програми страхування доступні після трьох місяців у статусі постійного жителя або громадянина, і новоприбулим іммігрантам рекомендується до закінчення цього терміну скористатися послугами приватних страхових компаній.

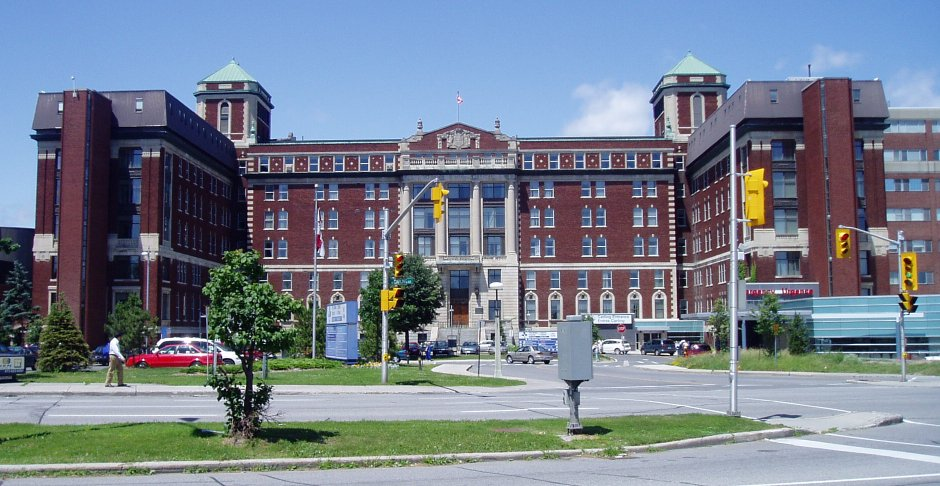
Головний корпус Оттавської міської лікарні

В Оттаві функціонує кілька лікарень загального призначення: Оттавська лікарня (Ottawa Hospital, три філії в центральній і східній частинах міста), лікарня Монфор (Montfort Hospital, також на схід від центру), Квінсуей-Карлтонська лікарня (Queensway-Carleton Hospital, на заході Оттави) і Дитяча лікарня Східного Онтаріо (Children's Hospital of Eastern Ontario, CHEO). Оттавська лікарня і CHEO входять до числа найбільших роботодавців міста. Серед спеціалізованих медичних центрів Оттави — Королівський Оттавський центр душевного здоров'я (Royal Ottawa Mental Health Centre), Медичний центр національної оборони (National Defence Medical Centre) та Інститут серця Оттавського університету (Heart Institute). Для обслуговування в лікарнях і поліклініках необхідна наявність медичної страховки, в іншому випадку виставляється рахунок за обслуговування. Виклик швидкої допомоги також є платним (рахунок виставляє лікарня, куди доставлений пацієнт).
По місту розташовані поліклініки прямого доступу (без попереднього запису і закріплених за пацієнтами лікуючих лікарів, так звані walk-in clinics, багато з яких належать до загальної мережі Appletree), «центри здоров'я» (community health centres — в них надаються централізовані медичні послуги, наприклад, щеплення), а також кабінети сімейних лікарів. При мерії діє система долікарської екстреної медичної допомоги (англ. Ottawa Paramedic Service), працівники якої надають першу допомогу при інфарктах, інсультах, травмах і труднощах з диханням на загальній площі близько 2,8 тисяч км². У багатьох установах, організаціях та місцях громадського користування розташовані центри дефібриляції.
Крім того, існує система безкоштовного телефонного медичного консультування Ontario Telemedicine Network, відома також як Telehealth.
Департамент громадського здоров'я Оттави (англ. Ottawa Public Health) надає населенню програми підтримки здорового способу життя та інші послуги, пов'язані зі здоров'ям і безпекою. Департамент курується Радою з охорони здоров'я, що складається з членів муніципальної ради та представників громадськості. Серед завдань, поставлених перед Департаментом громадського здоров'я:
- Сприяння здоровому способу життя і запобігання розвитку хронічних захворювань (серцево-судинної системи, ракових і діабету), боротьба з курінням і пропаганда здорового харчування.
- Захист населення від шкідливих впливів навколишнього середовища (включає санітарні інспекції підприємств громадського харчування, громадських басейнів, перевірку якості водопровідної води і води відкритих для купання природних водойм).
- Запобігання епідеміям і поширенню інфекційних захворювань (профілактика туберкульозу, грипу, щеплення, контроль за скаженими тваринами).
- Зниження травматизму (включаючи інструктажі з безпеки на дорогах, обладнання громадських місць безпечних для дітей і старих)[198].

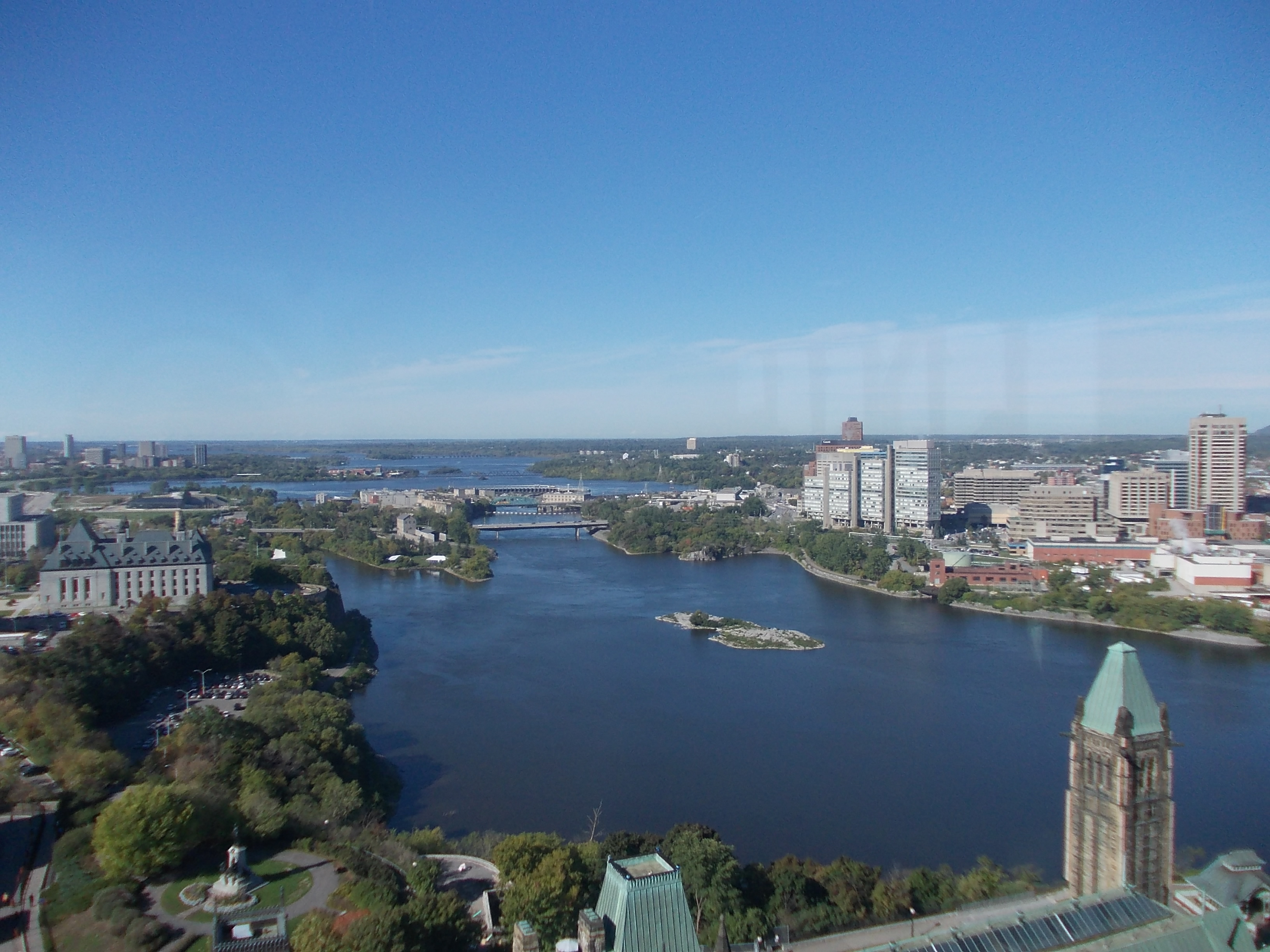
Річка Оттава в Містах Оттава (ліворуч) і Гатіно (праворуч)
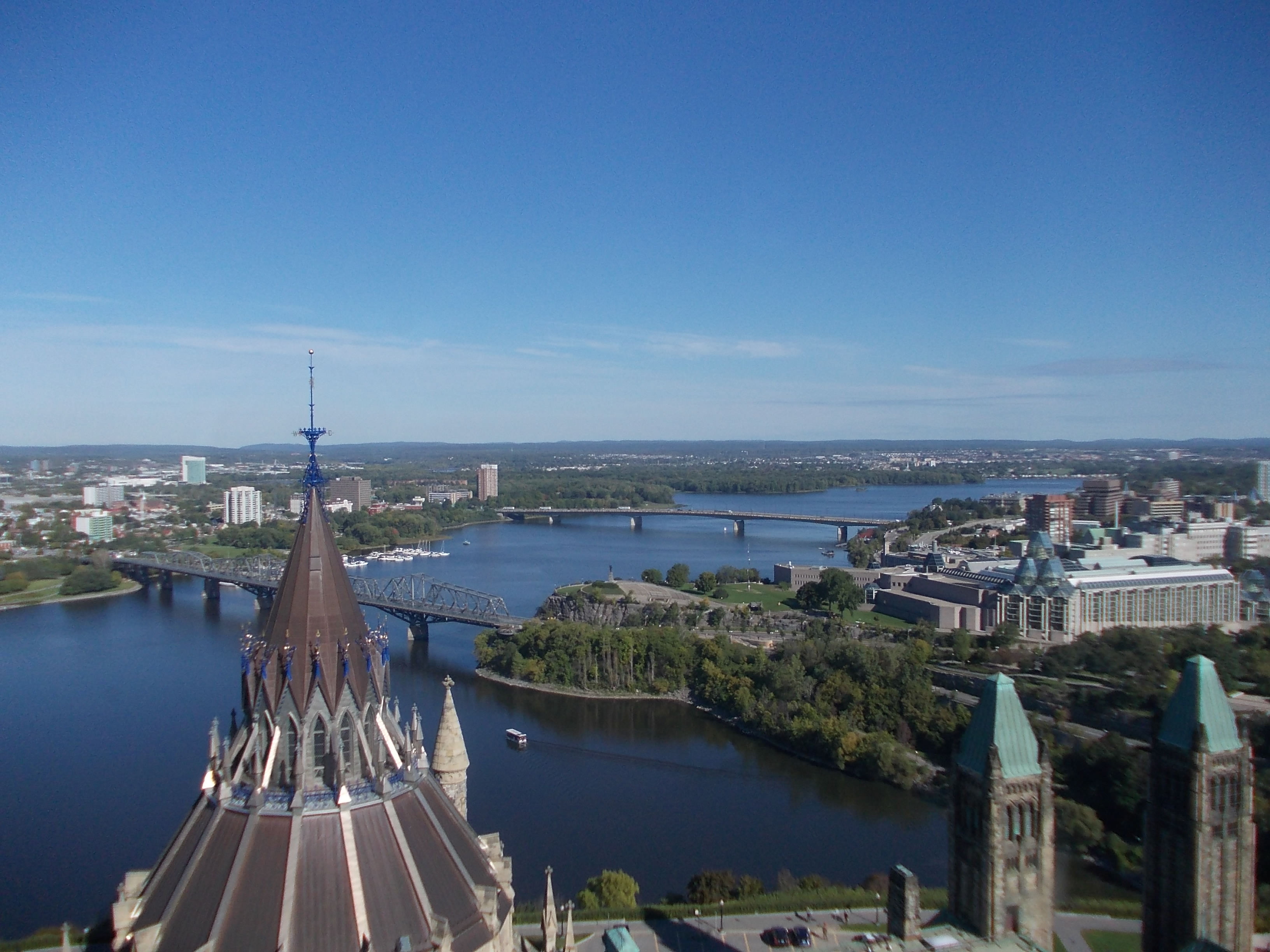
Річка Оттава в містах Гатіно (ліворуч) і Оттава (праворуч)
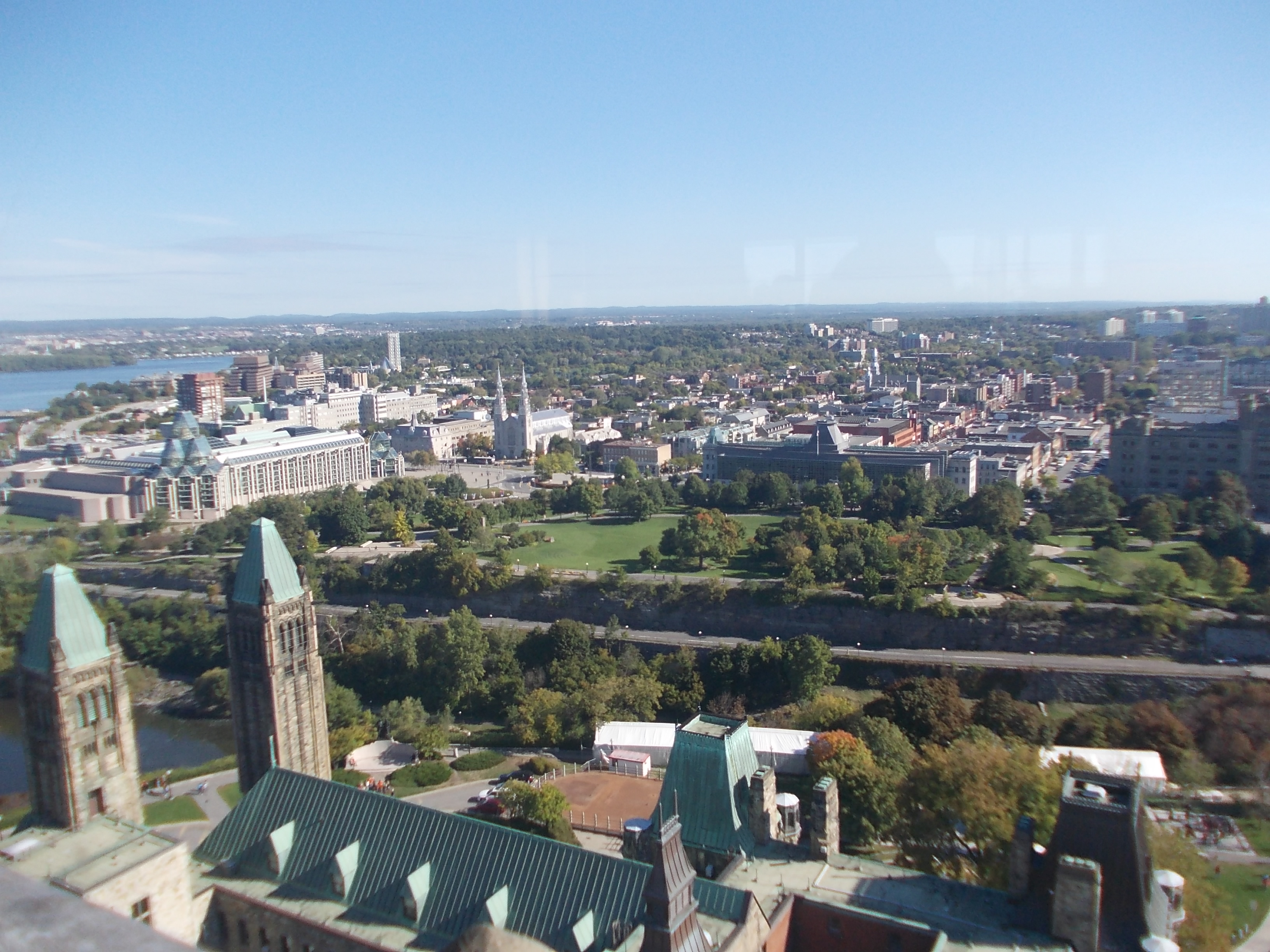
Оттава (вид з Парламентської Вежі Миру)
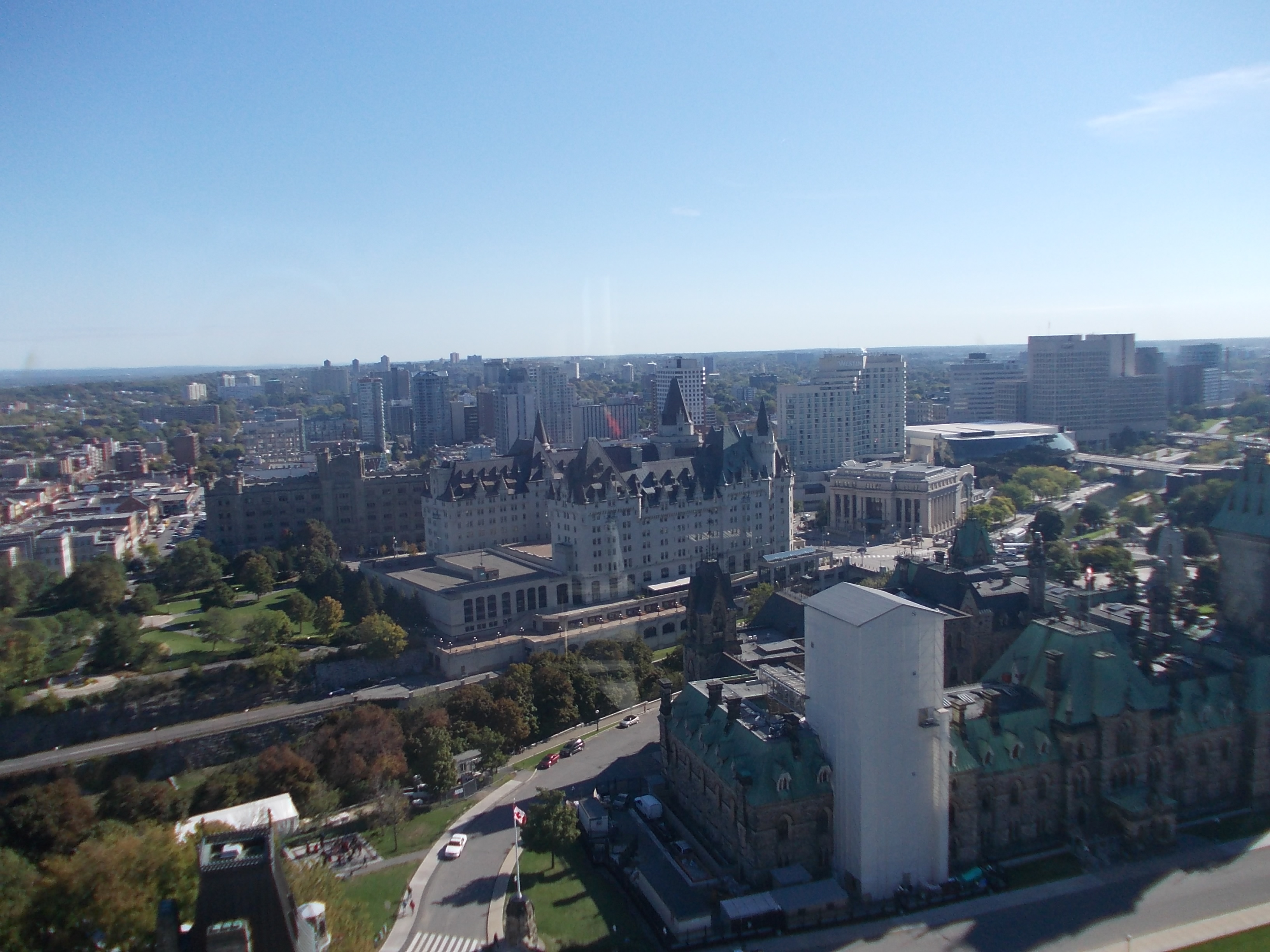
Оттава (вид з Парламентської Вежі Миру)
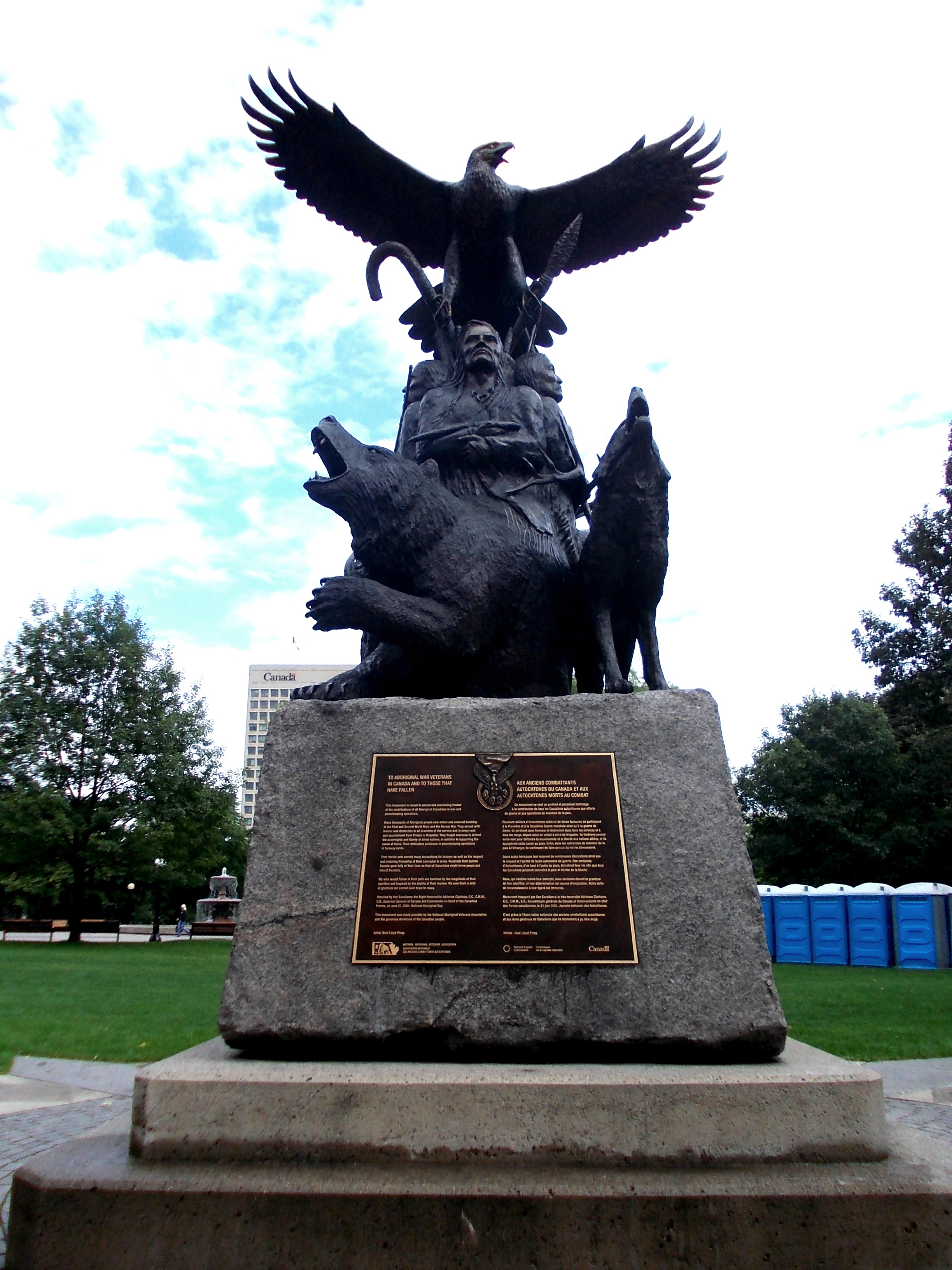
Пам'ятник американським індіанцям в Оттаві
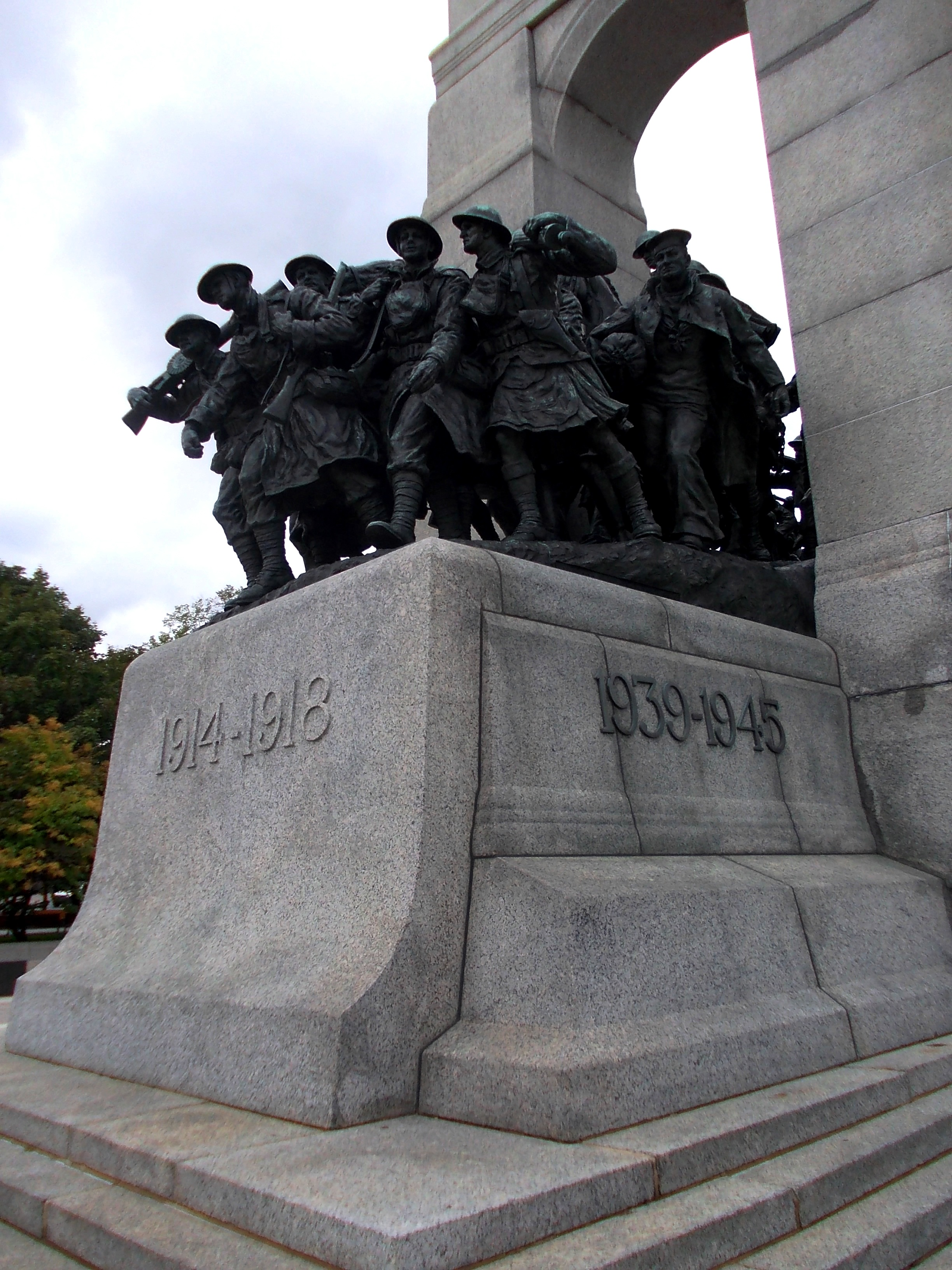
Національний військовий меморіал Канади
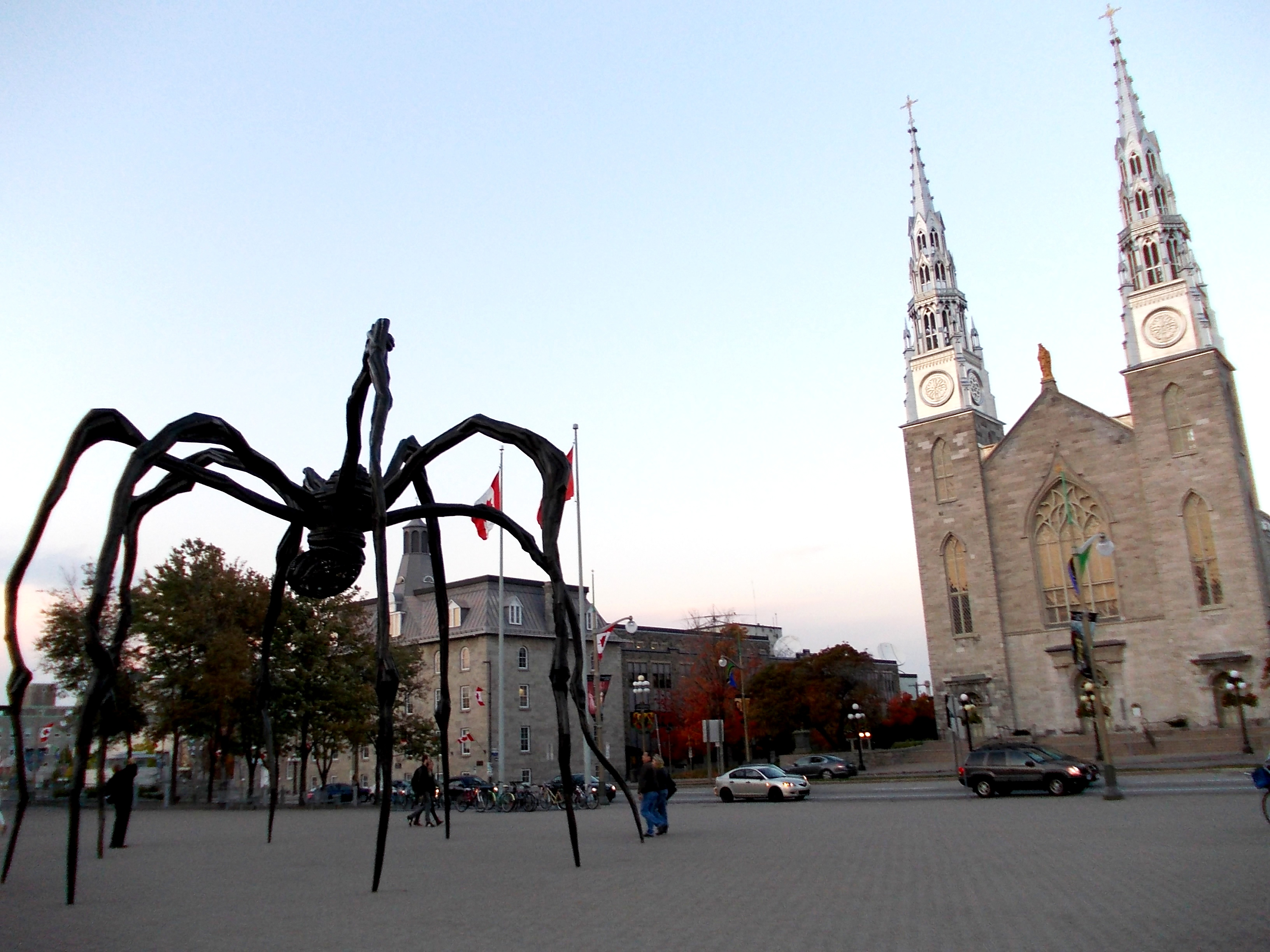
Маман
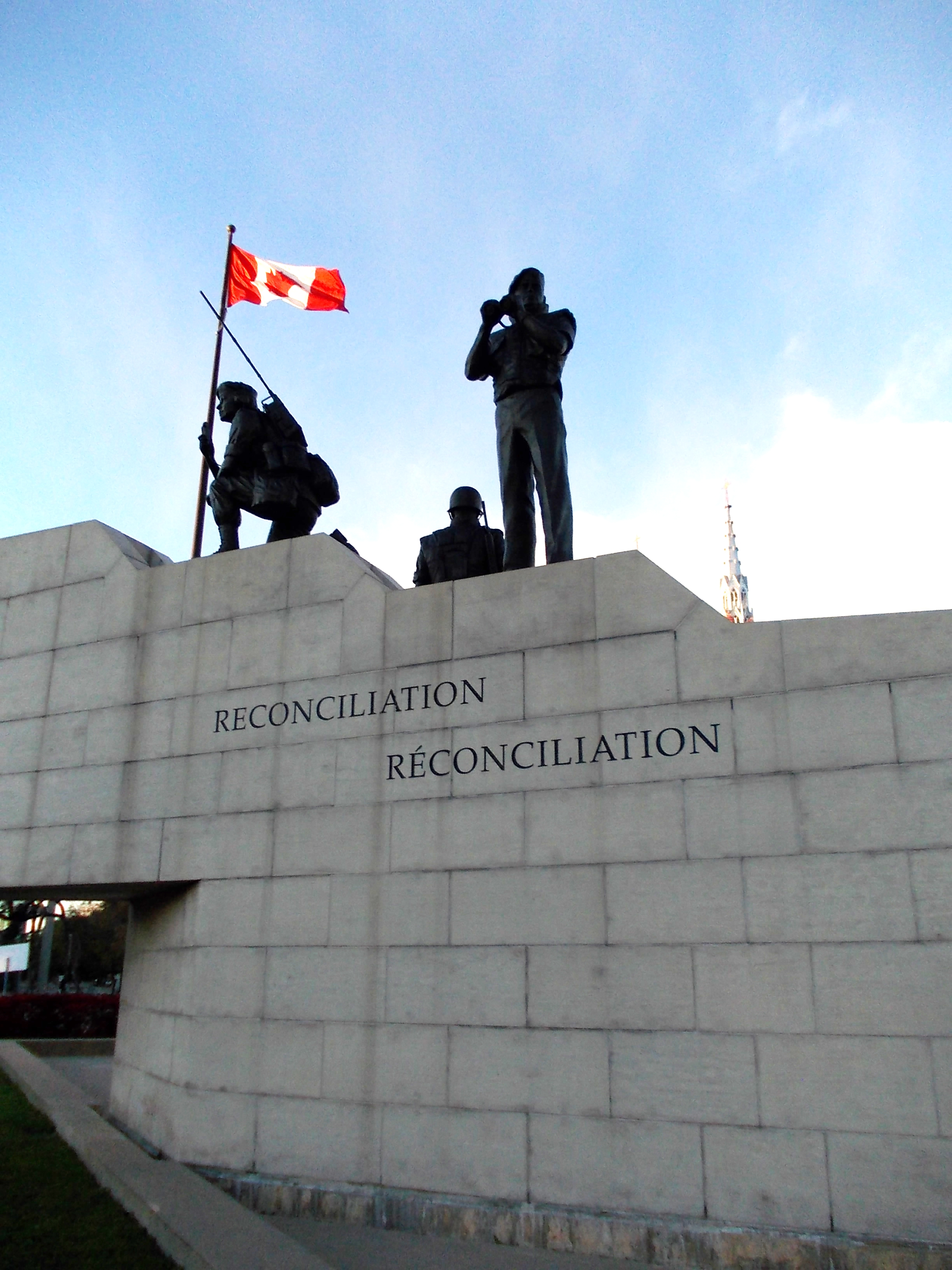
Пам'ятник миротворцям
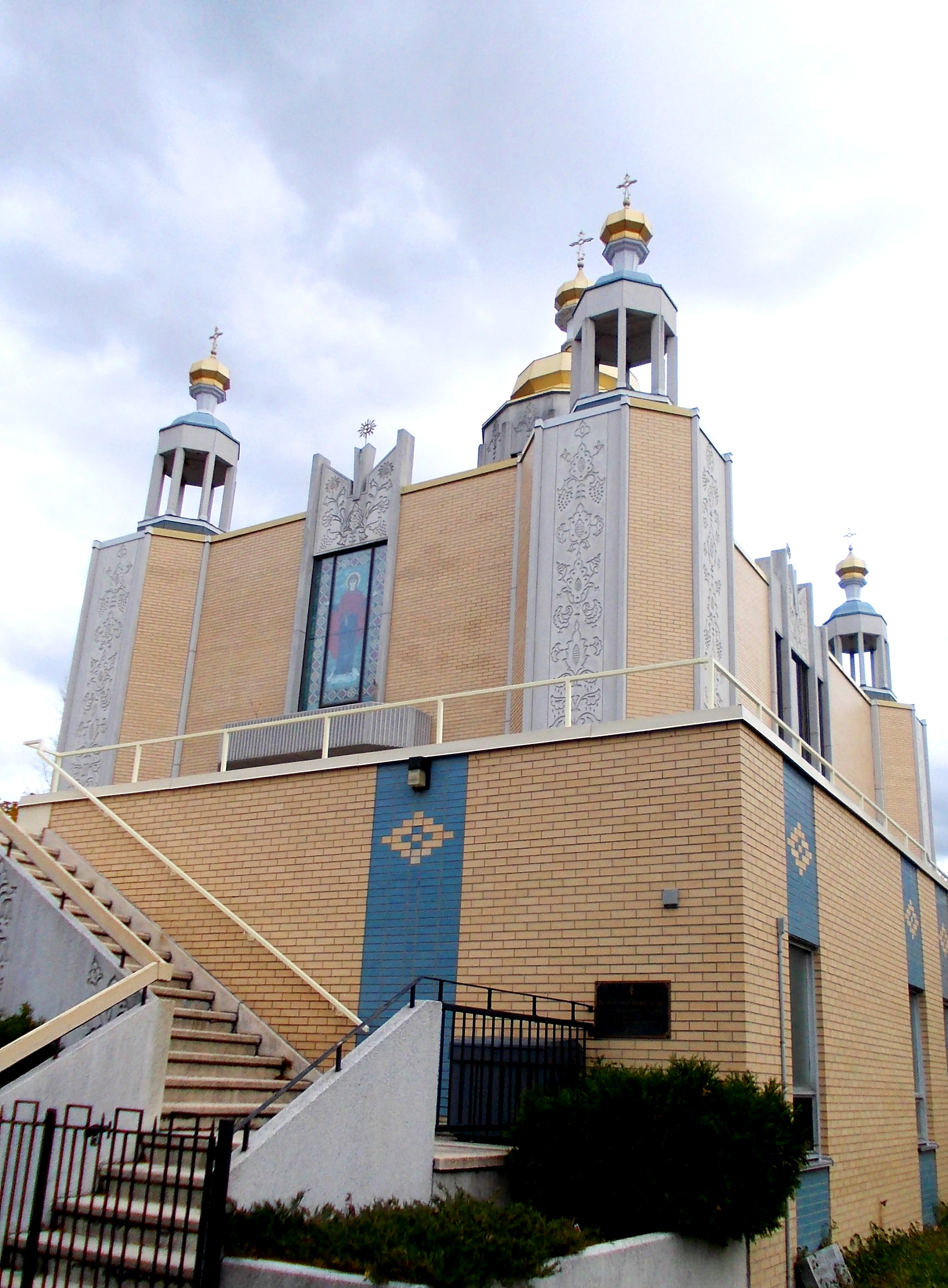
Українська православна церква в Оттаві

## Українці в Оттаві

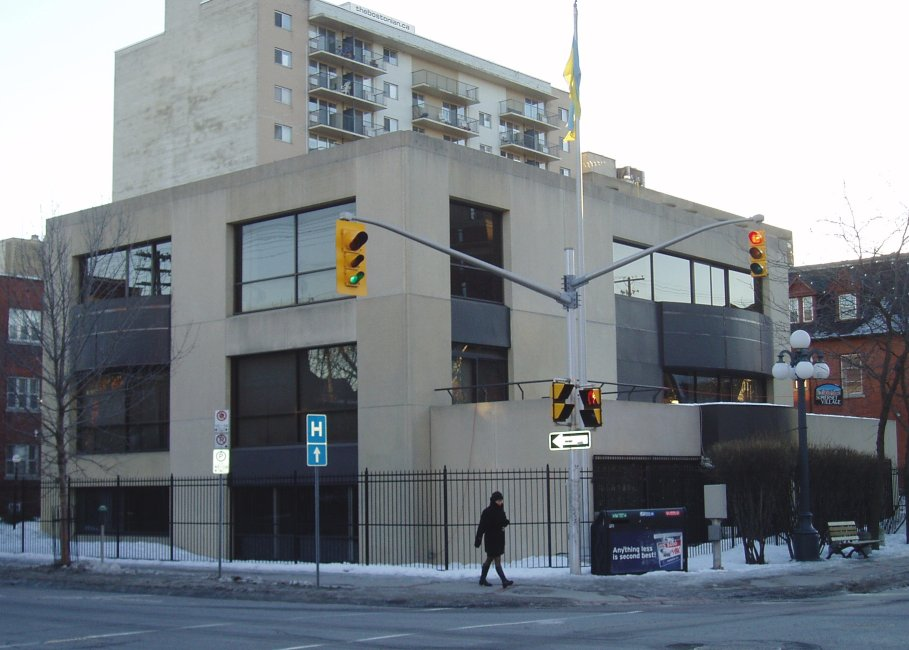
Посольство України в Канаді по вулиці Сомерсет Вест

В Оттаві мешкає чимала українська діаспора, яка з'явилася близько 120 років тому. На початок Першої світової війни в Оттаві мешкало понад 200 українців, вони селилися переважно на околиці вулиць Престон і Рочестер. 1914 року була заснована перша українська парафія — греко-католицька парафія св. Івана Хрестителя, яка 1918 року пристосувала для своїх богослужінь будівлю на розі вулиць Рочестер і Бальзам. Другою українською релігійною громадою в Оттаві стала Австро-буковинська греко-православна церква Святої Трійці, заснована 1918 року.
За переписом на 2006 року в місті проживало приблизно 21 000 українців.
У 2011 році з нагоди 120 річниці українських поселень в Канаді було запущено Історичний Потяг українських піонерів, який пройшов за маршрутом Галіфакс — Монреаль — Оттава — Торонто — Вінніпег — Саскатун — Едмонтон.

## Персоналії
- Пол Анка (* 1941) — американо-канадський автор-виконавець ліванського походження
- Ден Екройд (* 1952) — канадський актор, комік.